# Ion Pantilie
Ion Pantilie (n. 27 martie 1945, Pitești) este un pictor român, absolvent, în anul 1971, al Universității Naționale de Arte București unde l-a avut ca profesor pe Mihai Rusu. Ion Pantilie a fost președintele sucursalei U.A.P. - Filiala Pitești în perioada 1980 - 1990, astăzi fiind profesor la Liceul de Artă „Dinu Lipatti” din Pitești. Ion Pantilie este fratele pictorului piteștean Gheorghe Pantelie, un prieten al poetului și pictorului Valeriu Pantazi și un foarte bun prieten al pictorului Ion Vlad.  Ion Pantelie este fondator la Galeriei de Artă Metopa din Pitești (1975), fondator al filialei piteștene a Uniunii Artiștilor Plastici din Romania al cărei președinte a fost în perioada 1980 - 1990  și cetățean de onoare al orașului Pitești (2005), al comunei Bascov (2011) și al județului Argeș (2013).

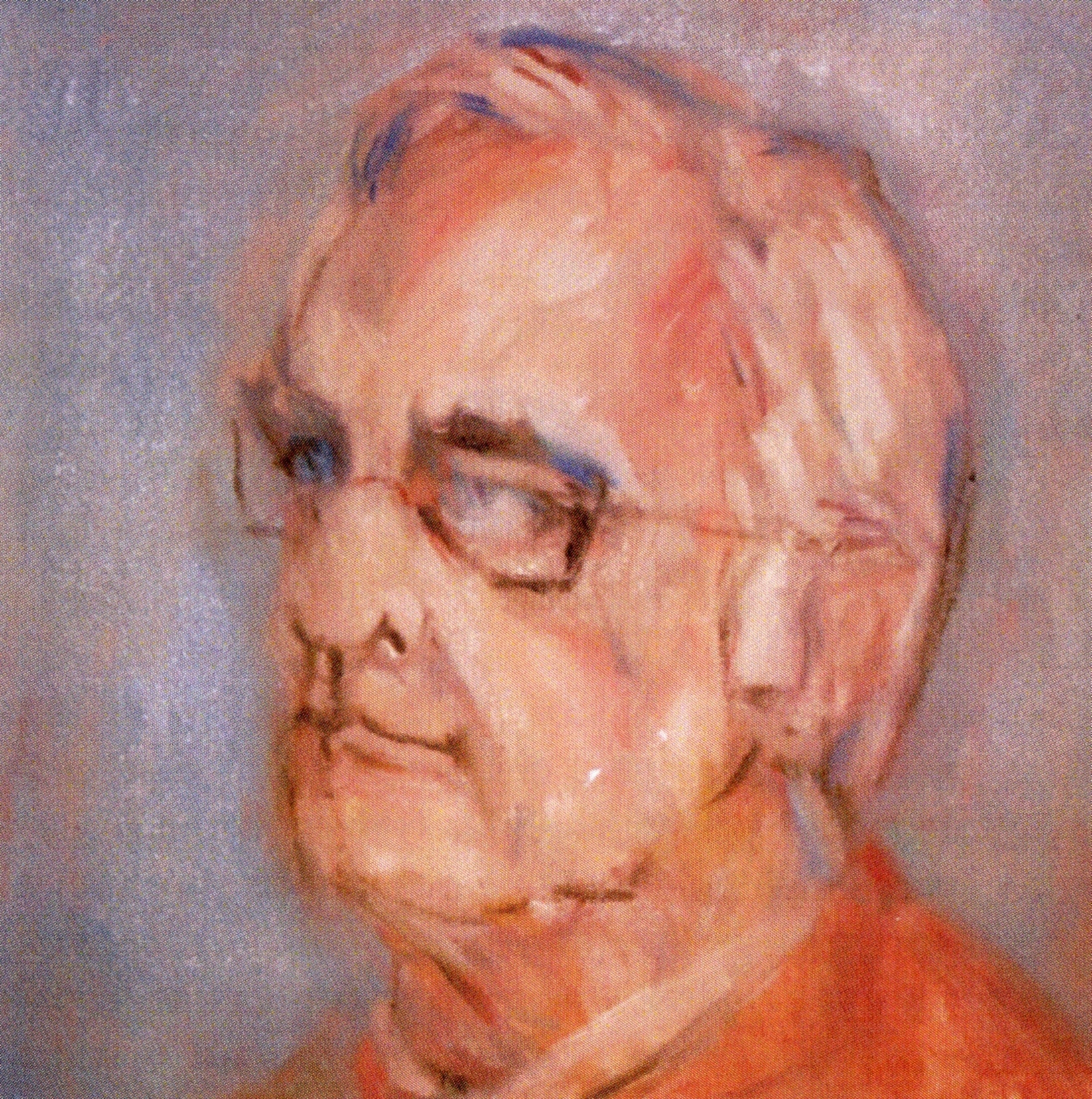
Ion Pantilie, portret realizat de Ion Vlad

## Studii și carieră
Ion Pantilie s-a născut în data de 27 martie 1945 și este un artist plastic român, frate cu pictorul Gheorghe Pantelie. A absolvit, în anul 1967, cursurile Liceului „Zinca Golescu” din Pitești după care a urmat cursurile Institutului Pedagogic din București. A terminat Facultatea de Arte Plastice în anul 1971 la Clasa lui Mihai Rusu, pentru ca în anul 1982 să fie absolventul Institutului „Nicolae Grigorescu”, Secția Muzeografie. După terminarea studiilor devine profesor de desen și își desfășoară activitatea la Liceul „Dinu Lipatti” din Pitești (1971 - 2010) al cărui director este în perioada 1989 - 2001. În perioada 2005 - 2007 a fost Inspector general adjunct la Inspectoratul Școlar Județean Argeș. Ca și fratele său, Gheorghe Pantelie, Ion Pantilie este un formator de opinie având implicări constante în viața comunității și o mulțime de premii interne și internaționale, precum și multe aprecieri publice. Ion Pantelie este fondator la Galeriei de Artă Metopa din Pitești (1975) și fondator al filialei piteștene a Uniunii Artiștilor Plastici din Romania al cărei președinte a fost în perioada 1980 - 1990.

## Calendar expozițional

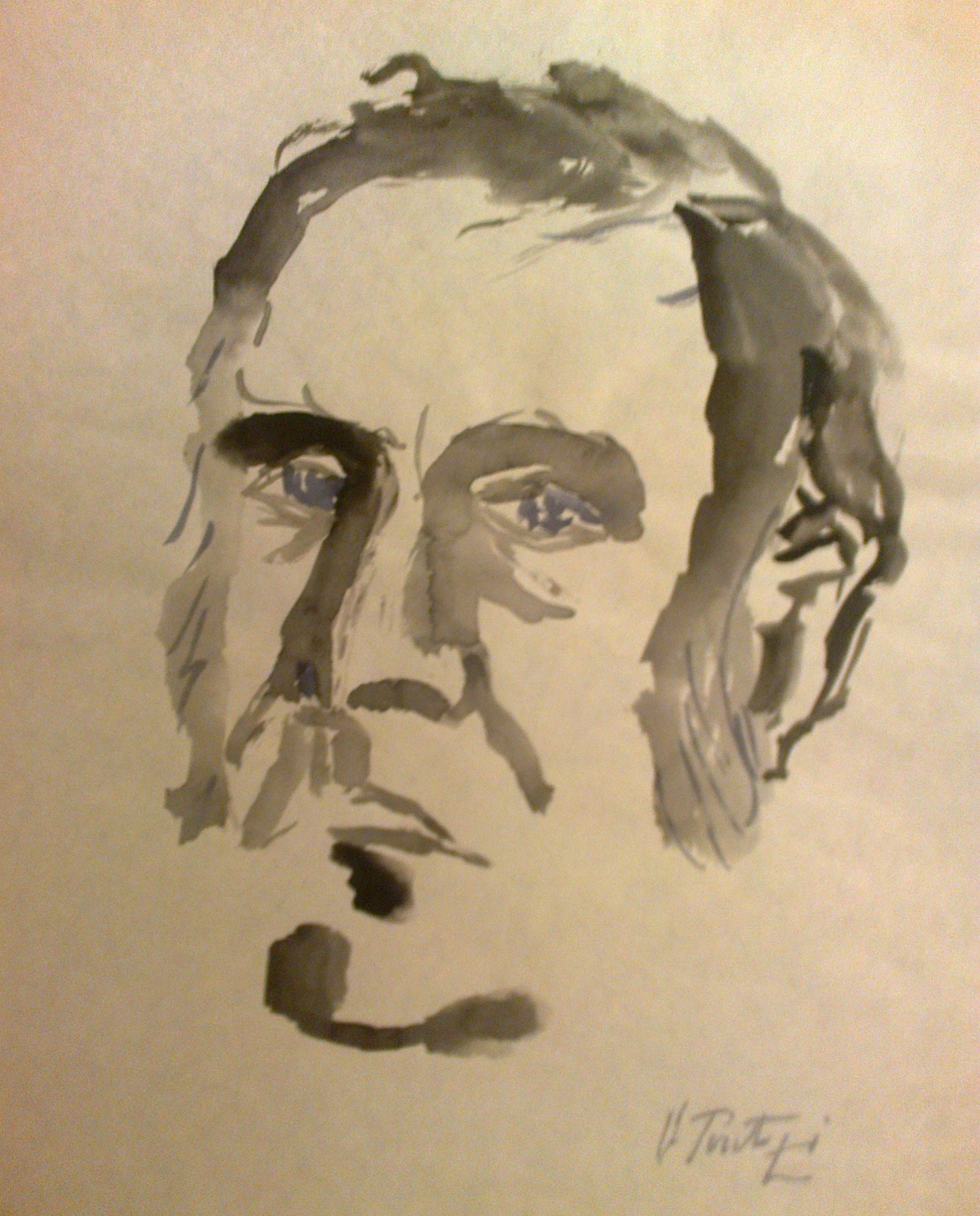
Ion Pantilie de Valeriu Pantazi

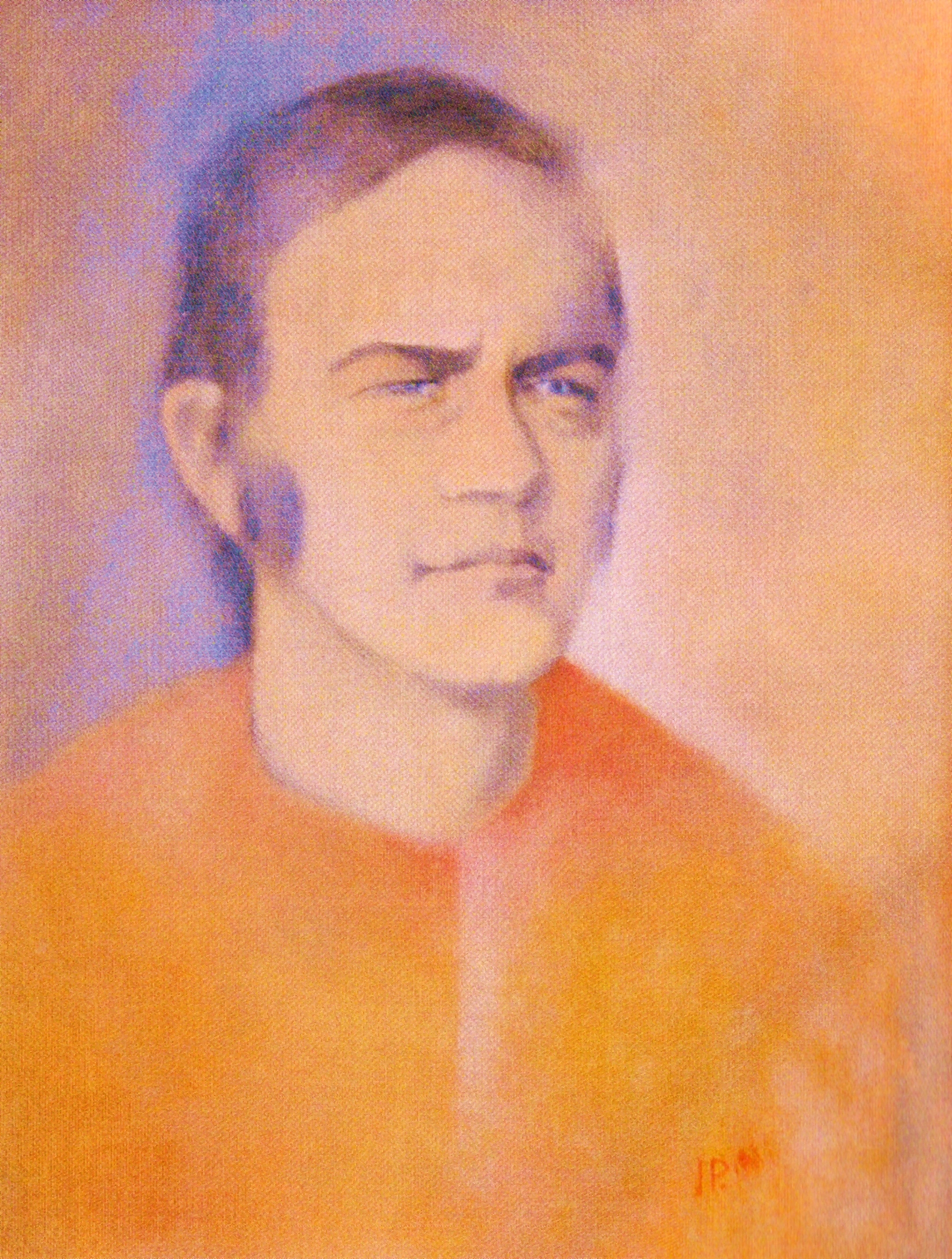
Autoportret - Ion Pantilie

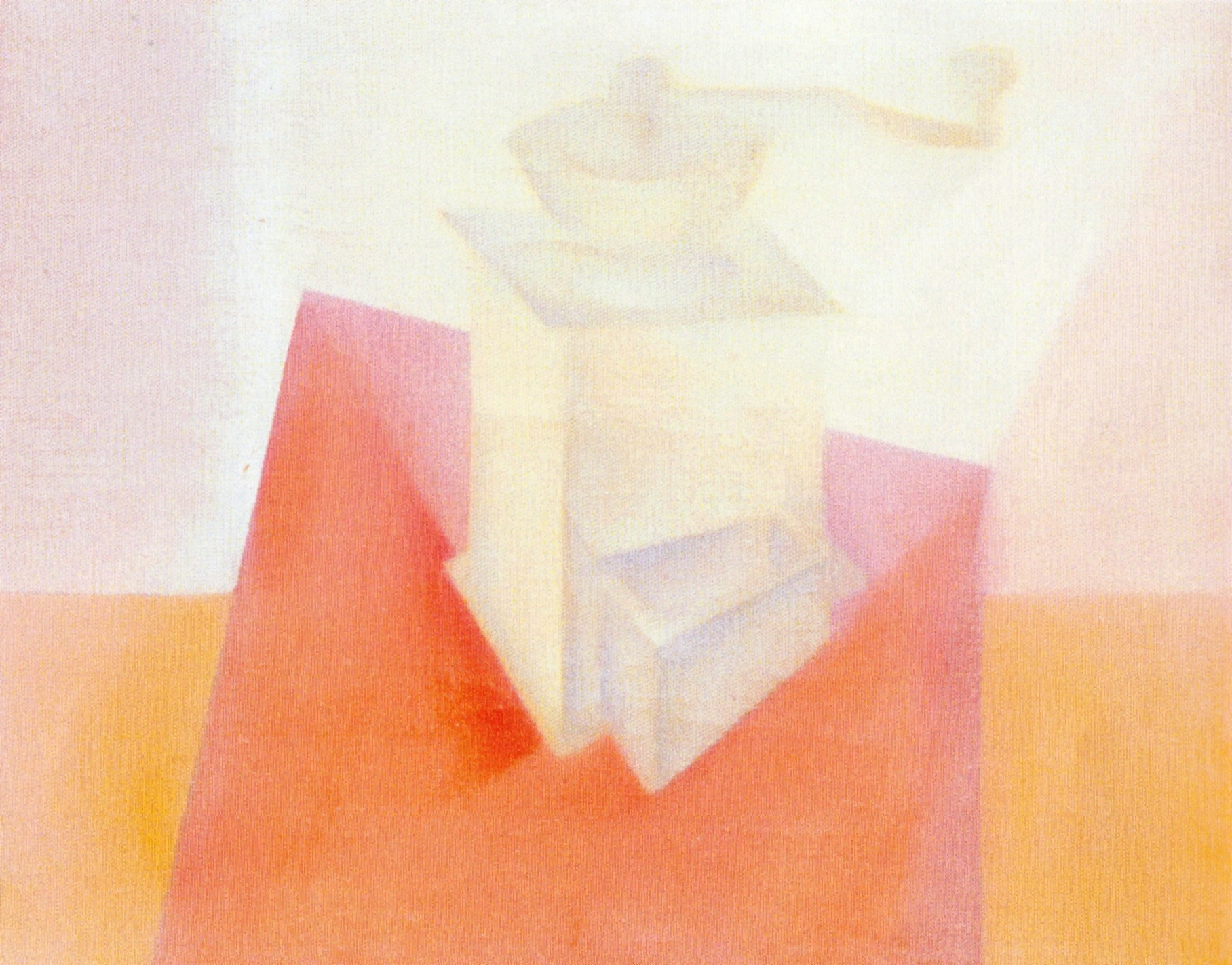
Natură statică

- 1971 - Cenaclul de Artă plastică din Pitești la Muzeul de Artă
- 1972 - „Semnificația stilului”, simpozion la Muzeul de Artă, Pitești
- 1973 - Sala „Amfora”, București
- 1978 - „Galeria de Artă”, Cluj
- 1982 - „Căminul Artei”, București
- 1986 - „Căminul Artei”, București
- 1986 - Râmnicu Vâlcea
- 1986 - Sala „Dalles”, București
- 1976 - 1984 - Expoziții personale la Galeria de Artă „Metopa”, Pitești
- 1999 - 2005 / 2008 - Salonul județean Centrul Cultural, Pitești
- 2003 - Expoziție personală Rectoratul Universității din Pitești
- 2004 - Aniversarea a „35 de ani de la înființarea filialei U.A.P. Pitești” la Muzeul Județean Argeș
- 2004 -  Salonul de iarnă Centrul Cultural Casa Cărții Pitești
- 2005 - Expoziție personală la Casa „Artis” București
- 2006 - Expoziție personală Sala „Apollo”, București
- 2008 - Expoziție personală Sala „Apollo”, București
- 2012 - Expoziție personală Sala Simeza, București
- 2012 - Expoziție personală Sala, Muzeul de Artă, Pitești
- 2020 - Expoziție personală la Galeria de Artă „Metopa”, Pitești[9]
- 2022 - Expoziția „Mare, Munte, Stare” de la Căminul Artei, București.[10][11]
- 2024 - Expoziție personală Galeria Artoteca, București[12]

Ion Pantilie a participat la expoziții republicane, după cum urmează:
- 1971 - Bienala de pictură și sculptură la Sala „Dalles”, din București
- 1974 - Expoziția națională a tineretului de la Muzeul de Artă din Pitești
- 1975 - Expoziția anuală de pictură și sculptură de la Sala „Dalles” din București
- 1977 - Expoziția națională a tineretului de la Cluj
- 1979 - Expoziția anuală de pictură și sculptură Sala „Dalles”, București
- 1979 - Expoziția națională a tineretului din Brașov
- 1982 / 1984 / 1986 / 1988 - Bienala de pictură și sculptură la Sala „Dalles”, din București
- 1990 / 1992 - Bienala de pictură și sculptură la Galeria „Etaj 3/4 Teatrul Național”, din București
- 2006 - „Salonul Național de Pictură”, Sala „Constantin Brâncuși” din Palatul Parlamentului
- 2012 - Bienala Gheorghe Petrașcu - Târgoviște

Ion Pantilie a participat și la expoziții internaționale, după cum urmează:
- 1973 - „Plener” - Bydgoszcz, Polonia
- 1973 - Expoziție personală - Bydgoszcz, Polonia
- 1986 - Expoziție de grup - Bydgoszcz, Polonia
- 1990 - Expoziție de grup - Erlangen, Germania
- 1992 - Expoziție de grup - Toulouse, Franța
- 1993 - Expoziție de grup - Nancy, Franța
- 2001 - Expoziție de personală - München, Germania

Lucrări de artă monumentală
- 1977 - „Compoziție”,  Calcanul Fabricii de Pâine, Pitești
- 1979 - „Mircea cel Bătrân” la Hotelul „Cara”, Pitești
- 1989 - „Iisus” la Cimitirul Sf. Gheorghe din Pitești
- 1995 - „Sigla Bancorex” la filiala Bancorex S.A. din Pitești
- 1996 - Monumentul A.F.D.R Pitești
- 1997 - „Compoziție” la Primăria din Bascov, Pitești

Ion Pantelie a participat la sesiuni de documentări și simpozioane, după cum urmează:
- 1972 - „Semnificația stilului” - Pitești
- 1973 - „Plener”,  Bydgoszcz - Polonia
- 1975 - Simpozion - Hunedoara
- 1975 - Documentare - Moscova, Leningrad, Kiev
- 1980 - Documentare - Berlin, Dresda, Leipzig
- 1982 - Documentare - Praga
- 1985 - Simpozion - Budapesta
- 1986 - Documentare - Odessa, Ialta, Suhumi, Batumi
- 1998 - Documentare - Paris, Marsilia
- 2000 - Documentare - Paris, Nancy
- 2008 - Documentare - Viena
- 2009 - Documentare - Praga, Viena, Budapesta, Bratislava[5][13]

## Analize critice
- Ion Pantilie despre el însuși:

„...Într-o lume care dorește să șocheze, să zgârie, eu îmi permit să fiu un discret slujitor al selecției obiective. Elementele furnizate de percepție sunt o tentație greu de refuzat. Dar, prin raportul cunoaștere - creație, poți formula "altfel" ordinea în Univers. Acest "altfel" stă la baza crezului meu artistic. Poate, de aceea, mă consider mereu la un început de drum și nu îndrăznesc să cred că sunt în stadiul împlinirii. Mereu mi se pare că nu am reușit să spun tot și o iau de la capăt.
       „Obiectele” mele și nu numai, încep să devină imponderabile, propunând o plimbare în alt tărâm, nu abstract ci, mai degrabă, UN ALTCEVA plin de adevăruri ce trebuiesc doar acceptate.
        Prezența geometriei voit vizibilă ajută la citirea mai lesnicioasă a unui demers ce este sigur sincer și foarte ancorat în contemporaneitate. Am atins acel moment unic când pot să-mi păstrez libertatea percepției nealterată, necenzurată și astfel procesul expulzării devine unul esențial, deschis contemplației, opera de artă se transformă în spațiu paradisiac...”

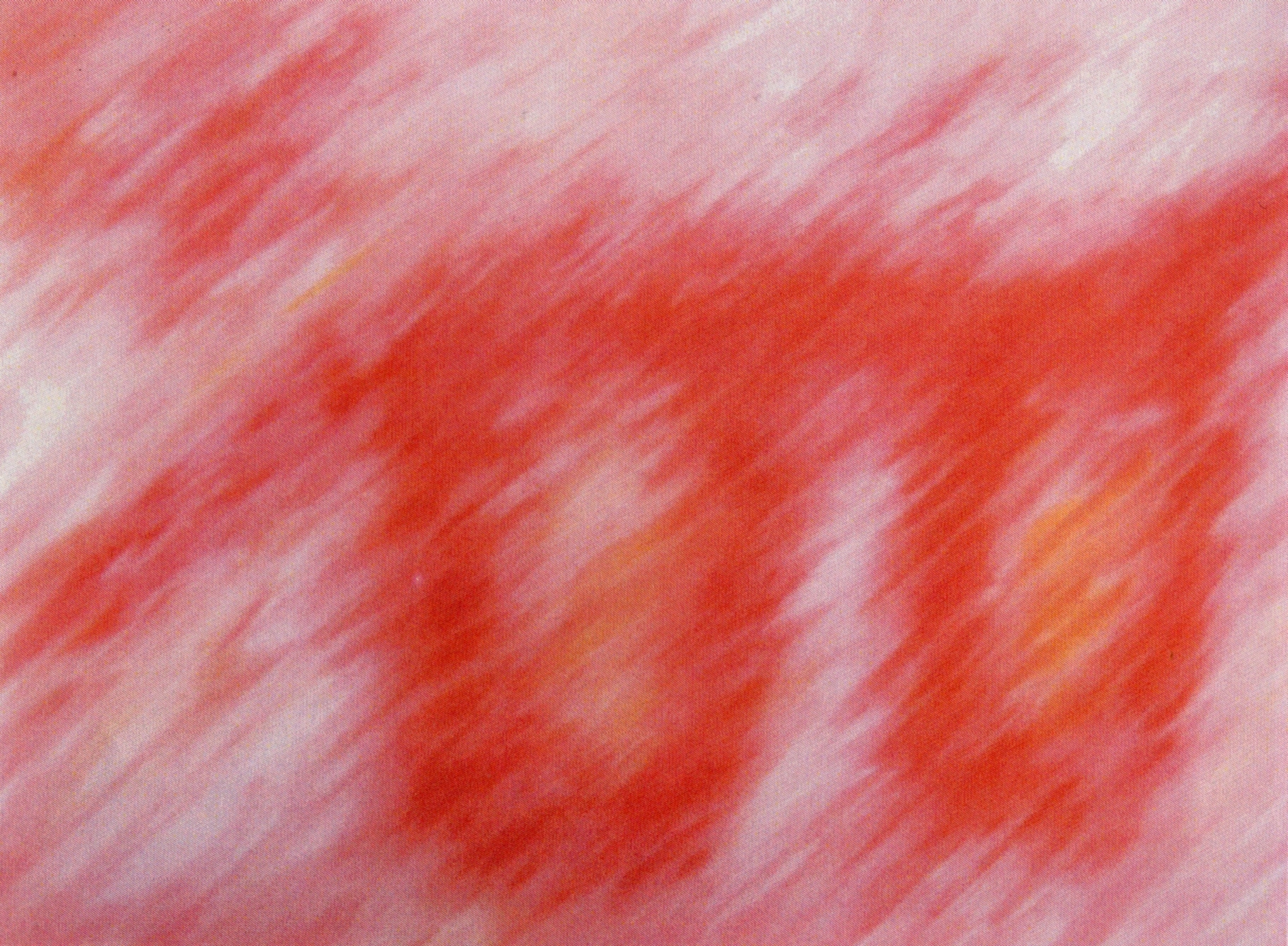
„Zborul îngerilor, 2005”

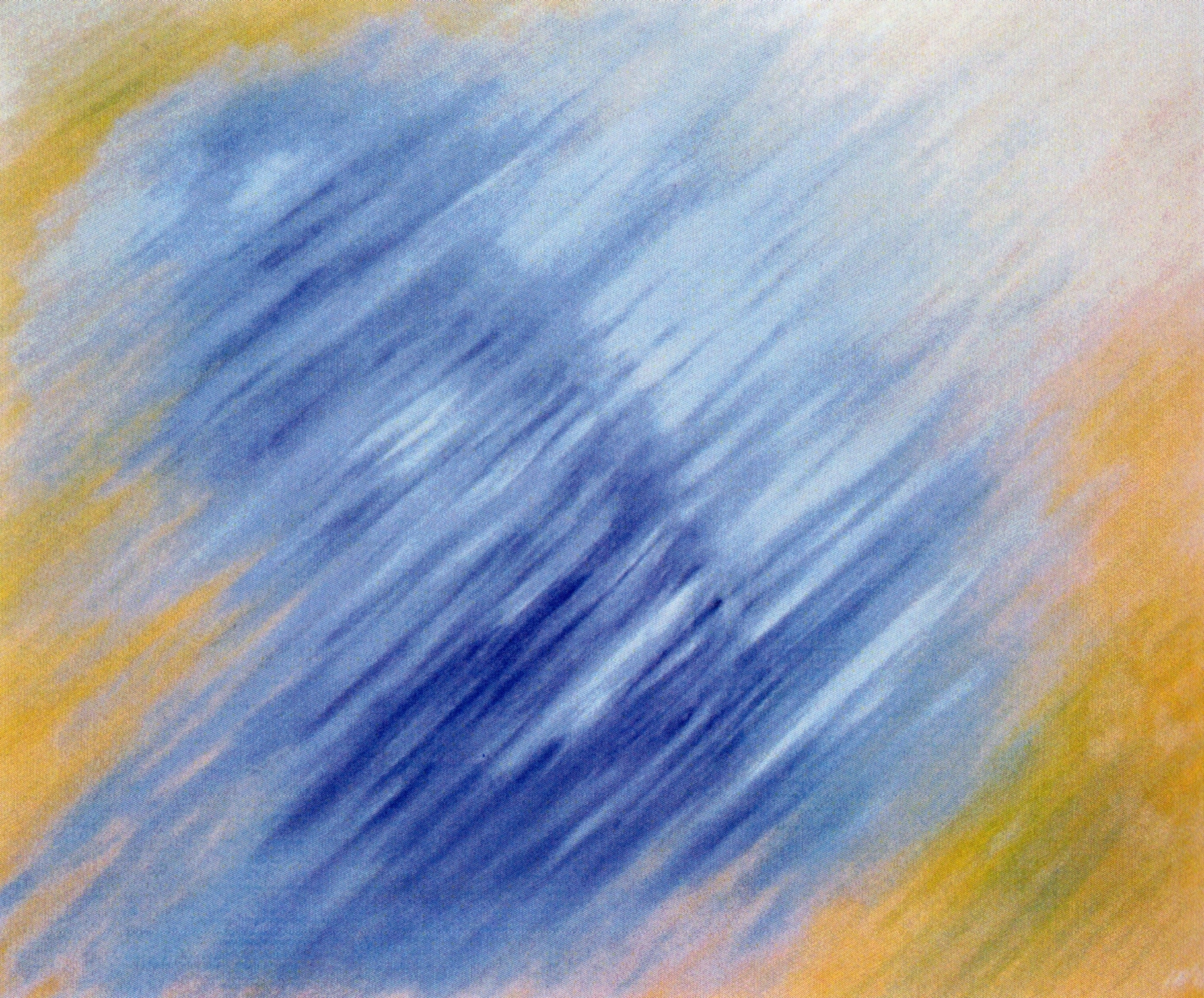
„Grădina Eden III, 2005

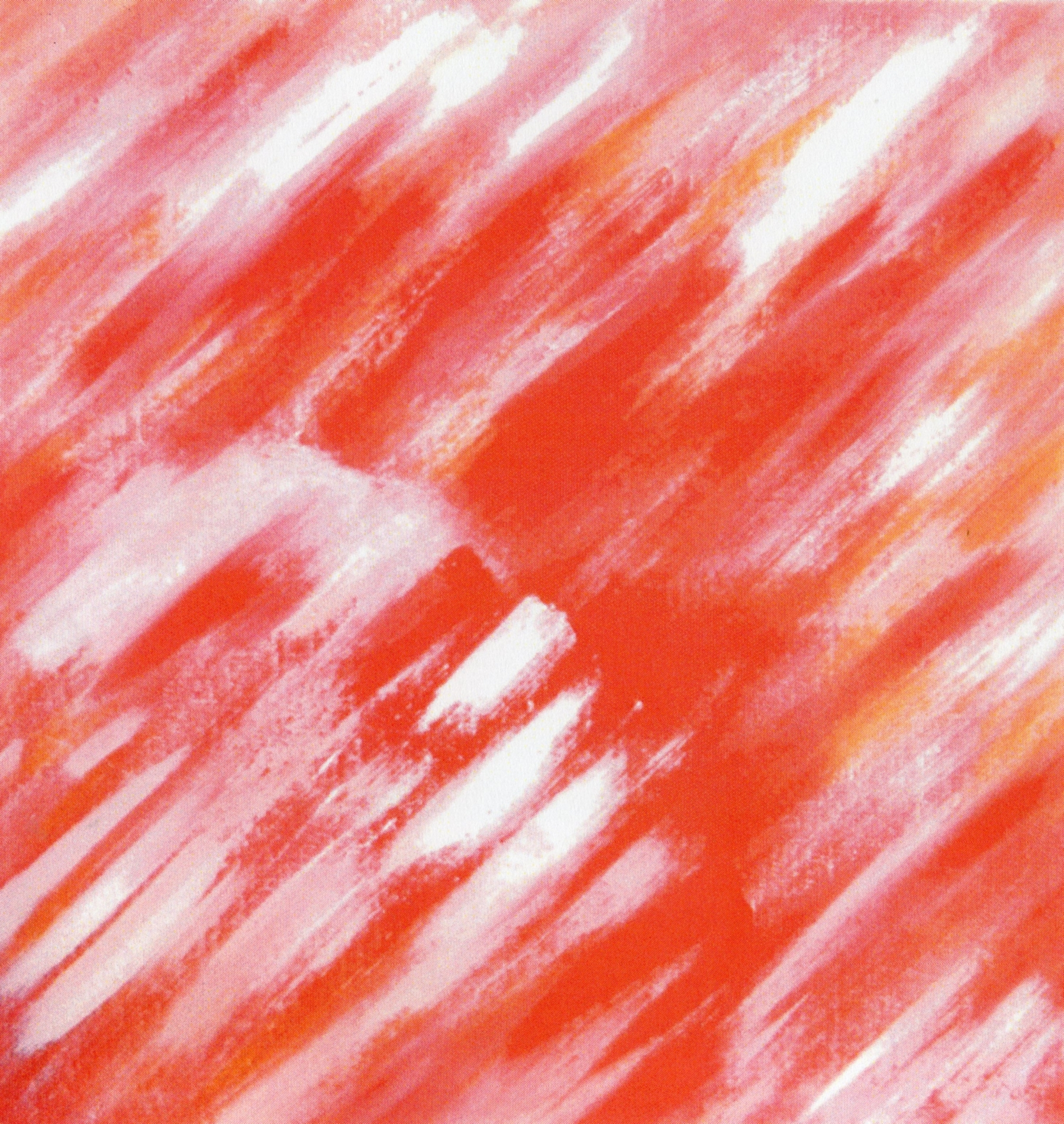
„Grădina Eden II, 2005

- Virgil Mocanu în ,,România literară”, 26 aprilie 1973:

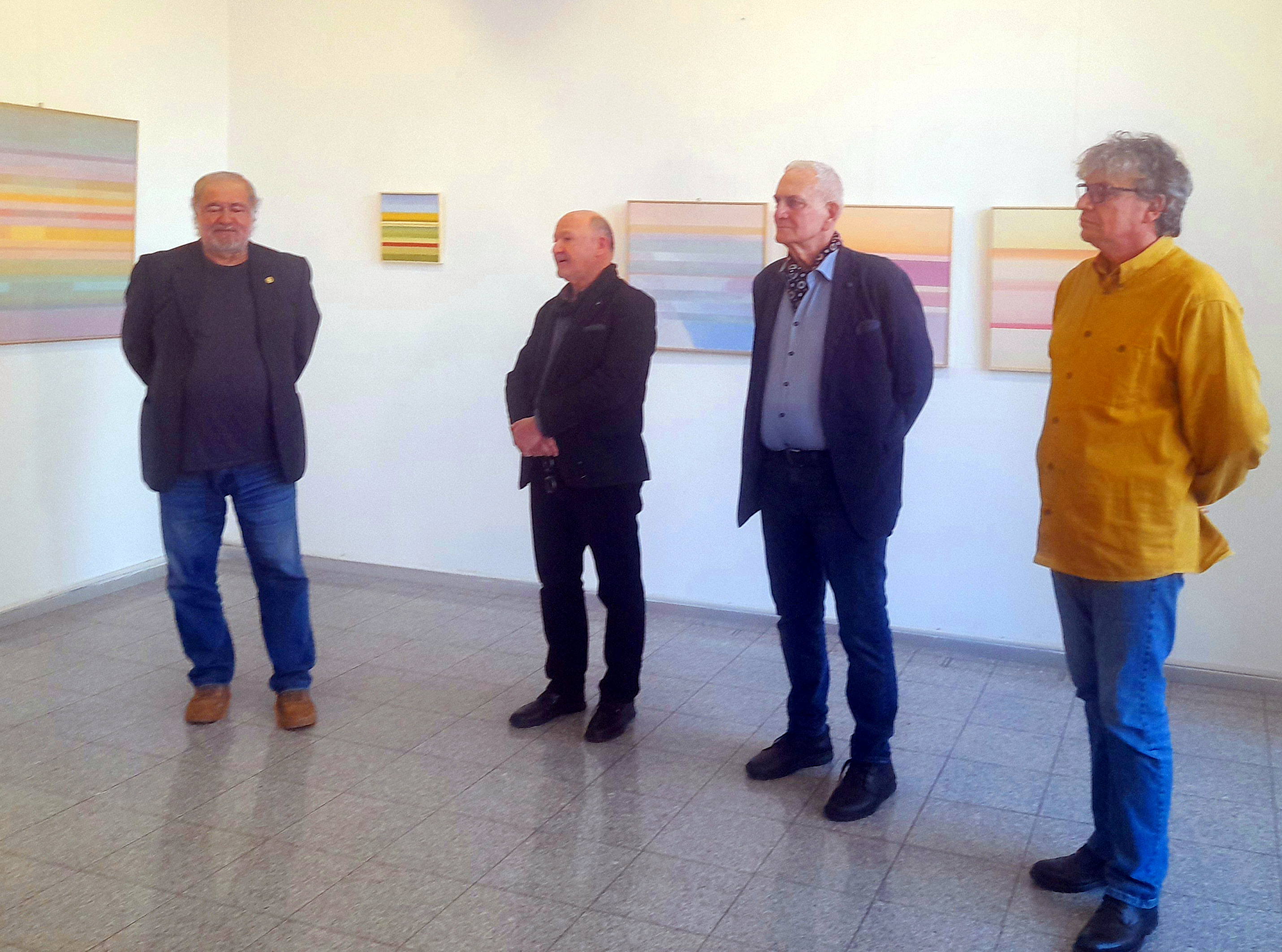
Vernisaj cu Petru Lucaci la expoziția Ion Pantilie - pictură din 18 martie 2024

„Diferit prin concepția personală pe care o are despre materializarea subiectului pictural și utilizarea culorii, Ion Pantilie optează pentru un mai pronunțat grad de abstractizare a formelor și a cromaticii. Pusă în tentă plată, cu o anumită „indiferență” deliberată, culoarea nu exaltă tonuri vii decât incidental, raporturile asociind suprafețe apropiate ca valoare și intensitate – „Natură statică cu obiect industrial”, „Peisaj montan I”, „Natură statică cu obiecte”. Aceeași detașare față de subiectul tratat se citește și în celelalte lucrări, dar, în condițiile obiectivității ascetice pe care mizează artistul, distribuirea mai atentă a elementelor în compoziție ar aduce un plus de valoare picturii de o foarte originală viziune pe care o practică Ion Pantilie.”—Virgil Mocanu, ,,România literară”, 26 aprilie 1973
- Iolanda Malamen

„Ion Pantilie este indiscutabil un artist proteic, nu în sensul unei schimbări a logicii picturale, ci în sensul de transformare a abstractului într-un solilocviu din ce în ce mai dramatic, din ce în ce mai explicit. O stranie singurătate "bântuie" pânzele. Sărbătorind "Grădini", "Îngeri", "Ceruri", într-un fascinant tumult repetitiv și sugestiv al culorii, Ion Pantilie dă măsura unei profunzimi și limpezimi remarcabile, însoțindu-le cu un halou luminos, frământat și totodată saturat de formele pe care adâncește, și le (re)creează. Artist al proiecției muzicale, motivat și implicat întotdeauna, și de data asta a găsit calea de acces spre metafizică, ca spre un limbaj purificator.”—Ziarul Ziua, 31 martie 2005
„Pictura lui Ion Pantilie, subtilă chintesență de culori și linii, abstractă polifonie și magică purificare, este un imn adus spiritului însetat de lumină. De la „îngerii” transpareți, până la „Apusuri”, „Amieze” și „Răsărituri” (mântuire prin enunț vindecător), starea de grație a pictorului este aceea a unei continui aspirații către rigoare și către împăcare a formelor. Ion Pantilie este un lucid, el gândește totul opresat și obsedat de ordine, pecetluind-o în infinite nuanțe și dezlegându-i tainele. Din picturi răzbate către ochiul privitorului o lume fără asperități, o exprimare muzicală reverberată cu măiestrie, și dialogul cu propria interioritate.
       Un artist care s-a mărturisit în pictură cu un fast consecvent, și expresivă inteligență, una din vocile vitale ale artelor vizuale românești.”—Ziarul Săptămâna, 13 mai 2008, articolul „Aduc prinos soarelui...” de Iolanda Malamen
- Radu Ionescu

„...Ion Pantelie, într-un limbaj mai laconic, mai sobru, se îndepărtează de motiv, caută să pună acea distanță care să-i dea posibilitatea unei priviri de ansamblu. Căldura omenească pe care o pune în cercetarea motivului său face ca pânzele sale să nu pară niciodată schematice. Liniile definitorii ale compozițiilor urcă sau coboară, se precipită sau înaintează lent, au ceva din tribulațiile existenței omenești. Cromatica sa, cu toate că în general e rece, are solemnitate gravă, noblețe și un excelent acord cu liniile definitorii ale compoziției. Imagini panoramice asupra realității, lucrările lui Ion Pantilie, cu toate că sunt puse sub semnul obiectivității, nu au nici răceală, nici schemantism, pentru că pictorul îndepărtându-se de motiv nu a făcut-o decât pentru a-l cuprinde mai bine, în măreția și bogăția sa de sensuri...”—Radu Ionescu la vernisajul în sala de expoziții a Tehnic-clubului din Pitești din 19 martie 1973. 
- Pavel Șușară

„...Dintr-un anumit punct de vedere, Ion Pantilie reface în culoare, mai exact în bidimensional, traseul pe care l-a străbătut Brâncuși în tridimensional... O dominantă a lucrărilor lui Ion Pantilie este permanenta supoziție a vidului ca stare inițială. Asemenea oricărei naturi întemeietoare, pictorul evaluează enorma resursă a latenței, potențialul vast pe care golul originar îl conține în propria sa nemărginire, și atunci intervine direct, însă nu o face discreționar și abuziv, ci cu infinita precauție a unui demiurg cu răspundere limitată. În locul acelei intruziuni autoritare și definitive, prin care neantul este dizlocat din atemporalitate și adus iremediabil în istorie, el sugerează, ca un subtil și înțelept negociator, că sursa absolută a existenței, a formei, a imaginii, în această situație particulară, nu este repetarea și reverberarea unui model gata instituit, ci simpla și delicata invocație a luminii. Actul fondator al picturii lui Pantilie este chiar porunca dintîi: să fie lumină! Și în infinitul cîmp alb, gri, roșu etc. etc., asociat de multe ori chiar semnificației simbolice a pătratului, se insinuează o rază sau o undă imperceptibilă de lumină. Iar în clipa aceea totul se preschimbă irevocabil. Neantul se fisurează, geometria perfectă a contururilor și a tonului se surpă în suprafață și se retrage în profunzime, egalitatea monotonă a cîmpului intră într-o vibrație adîncă, aproape sonoră, în vreme ce o viață nouă începe să palpite și să-și afirme ritmurile prin conexiunea directă la un fel de electrocardiogramă cosmică exprimată prin vibrații cromatice. Schimbînd ce-i de schimbat după o experiență estetică și existențială de circa o mie de ani, viziunea lui Pantilie este una de sursă medievală, așezată fundamental pe un principiu teologic, dar nu pe unul mimetic și descriptiv, ci pe unul esențial și asimilat aproape organic. Lumea lui Pantilie, o lume modernă, dinamică, sugerată și cercetată în mișcările ei ciclice - de aici interesul constant pentru modulul spiralei - este simultan și una fixă, definitivă, încremenită ca o efigie pentru că natura ei se reduce la două principii oarecum mistico-platoniciene: geometria subtilă și lumina necreată.”—România Literară, nr. 14/2005, articolul „Un poet al luminii”
- Aurelia Mocanu

„...Personalitate puternică și aproape lider subînțeles pentru câteva generații de artiști, Ion Pantilie este consecvent „suprematist” în pânzele sale iradiante. El convoacă direct cuanta de lumină prin coliziuni și pasaje cromatice așezate pe axe fundamentale, care dau lucrărilor sale bilet de zbor metafizic.”
- Simona Sburlan

„...în lucrările lui Ion Pantilie figurativul se topește în lumină și culoare, prelucrată în infinite modulări cu rezonanțe muzicale.”—Simona Sburlan în Revista Arta, 1986
- Mircea Deac

„... Ion Pantilie explorează spațiul pictural prin construcții geometrice - cromatice și puțin schematizate, în dorința de a atinge o realitate dincolo de cea vizuală și temporală. Cu toate acestea, pictura sa se constituie pentru cel mai puțin dispus să filozofeze, ca o suprafață judicios ordonată și armonizată din combinația de culori, obiecte, linii, lumină, creând o senzație de reverie, de decorativă și plăcere estetică.”—Mircea Deac, Informația Bucureștiului, 1985
- Adrian Guță

„...Ion Pantilie imaginează o lume de forme a căror geometrie nu e subordonată doar unghiularității și liniilor drepte, ci și traseelor curbe, compunerea lor naște ritmuri cu veleități muzicale, armonia și voința de echilibru fiind argumentate și de relațiile griurilor colorate (culoarea este așternută a plat).”—Revista Argeș, 1986

## Galerie imagini

"Expoziția
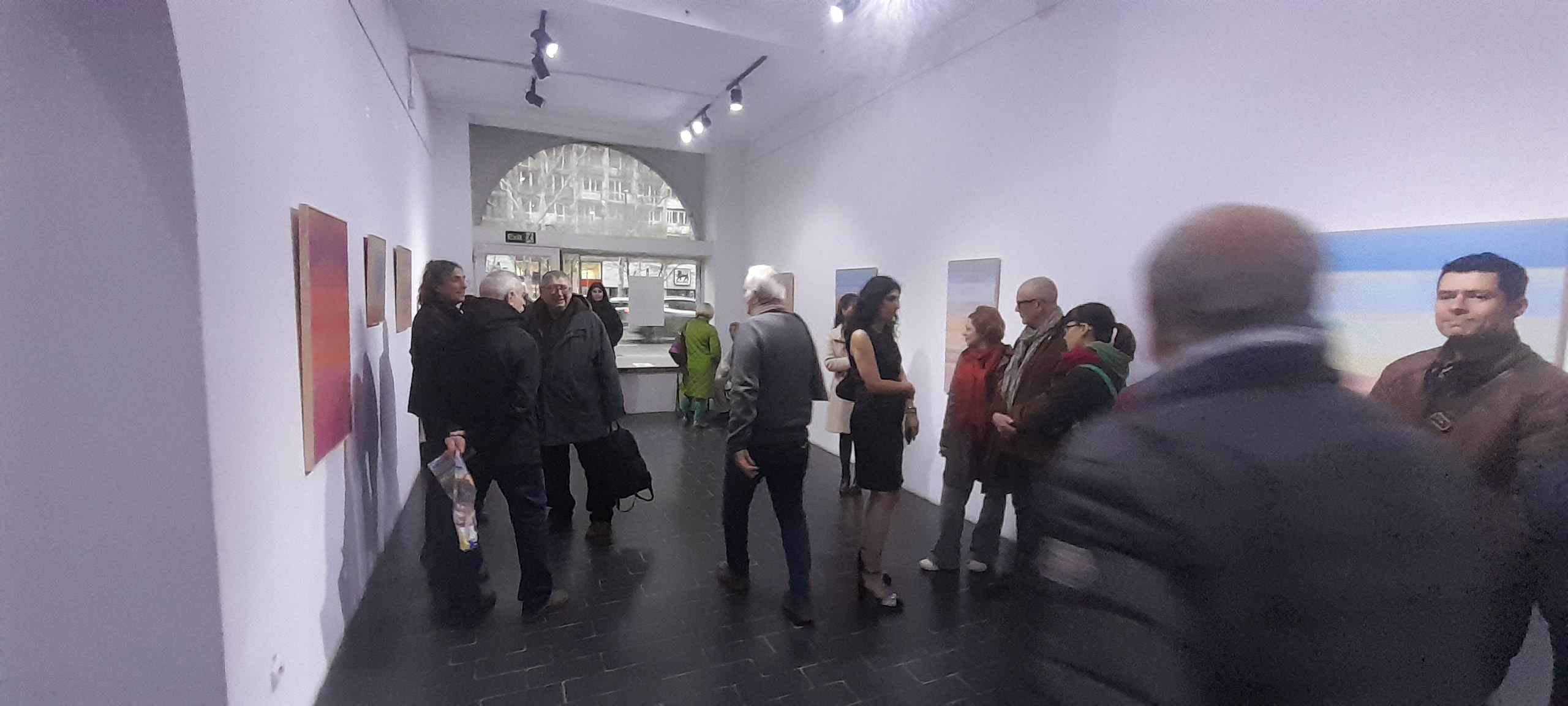
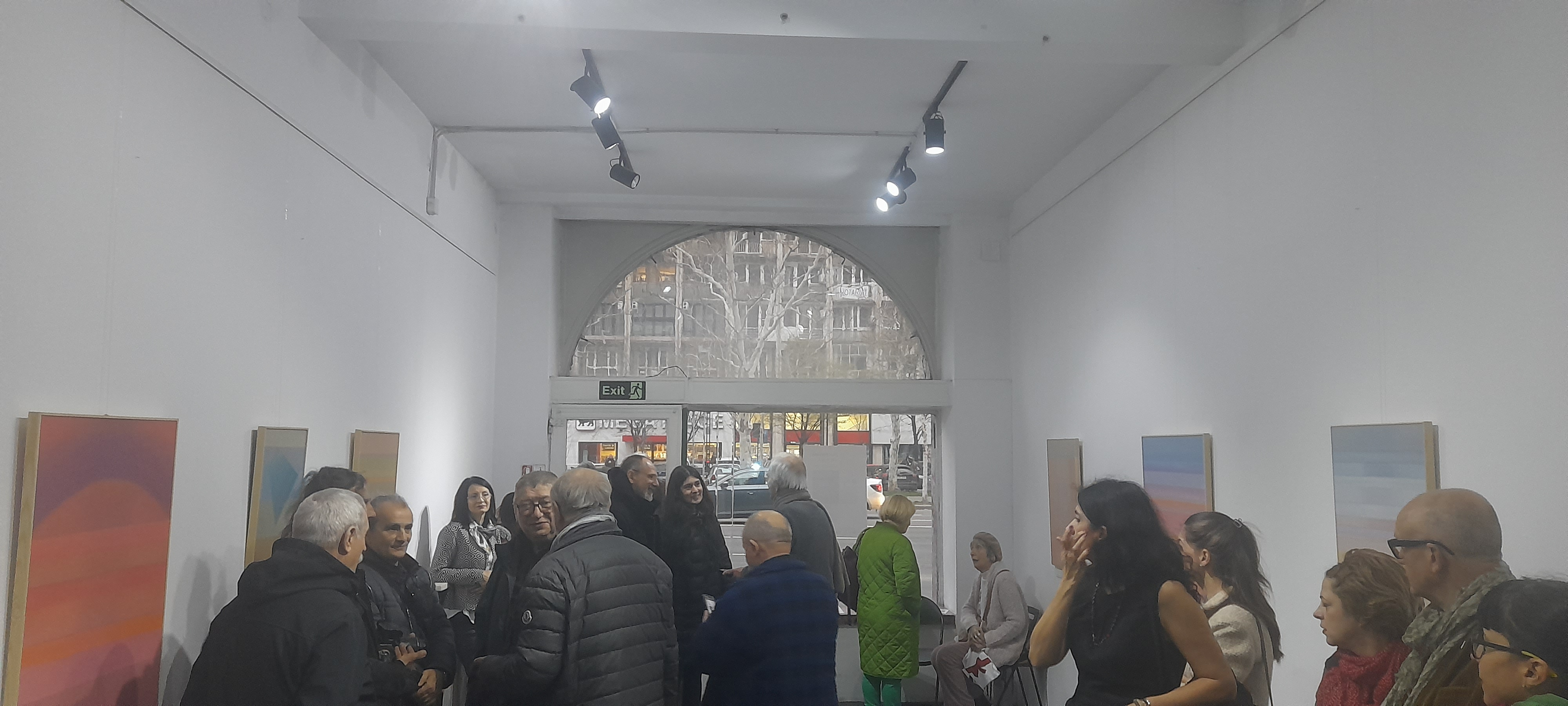
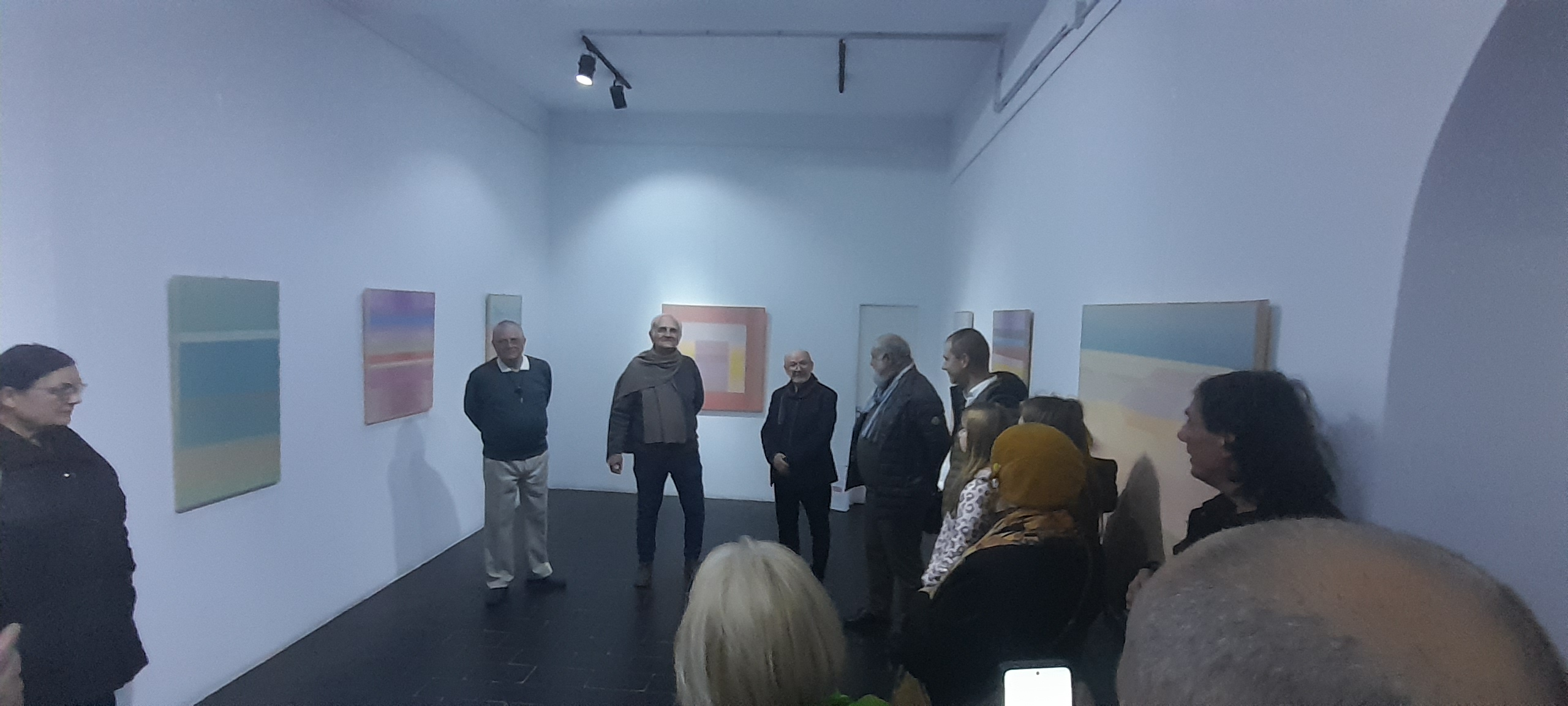
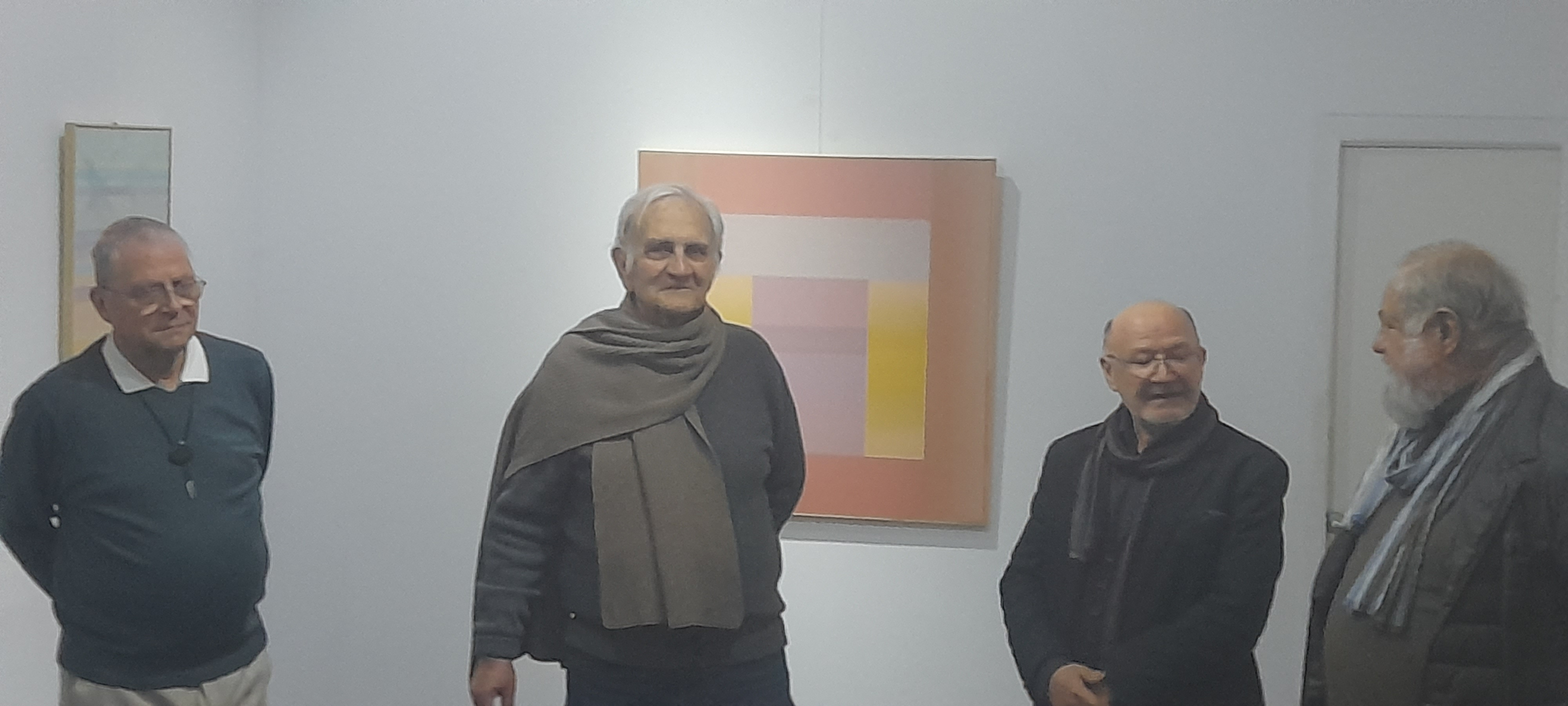

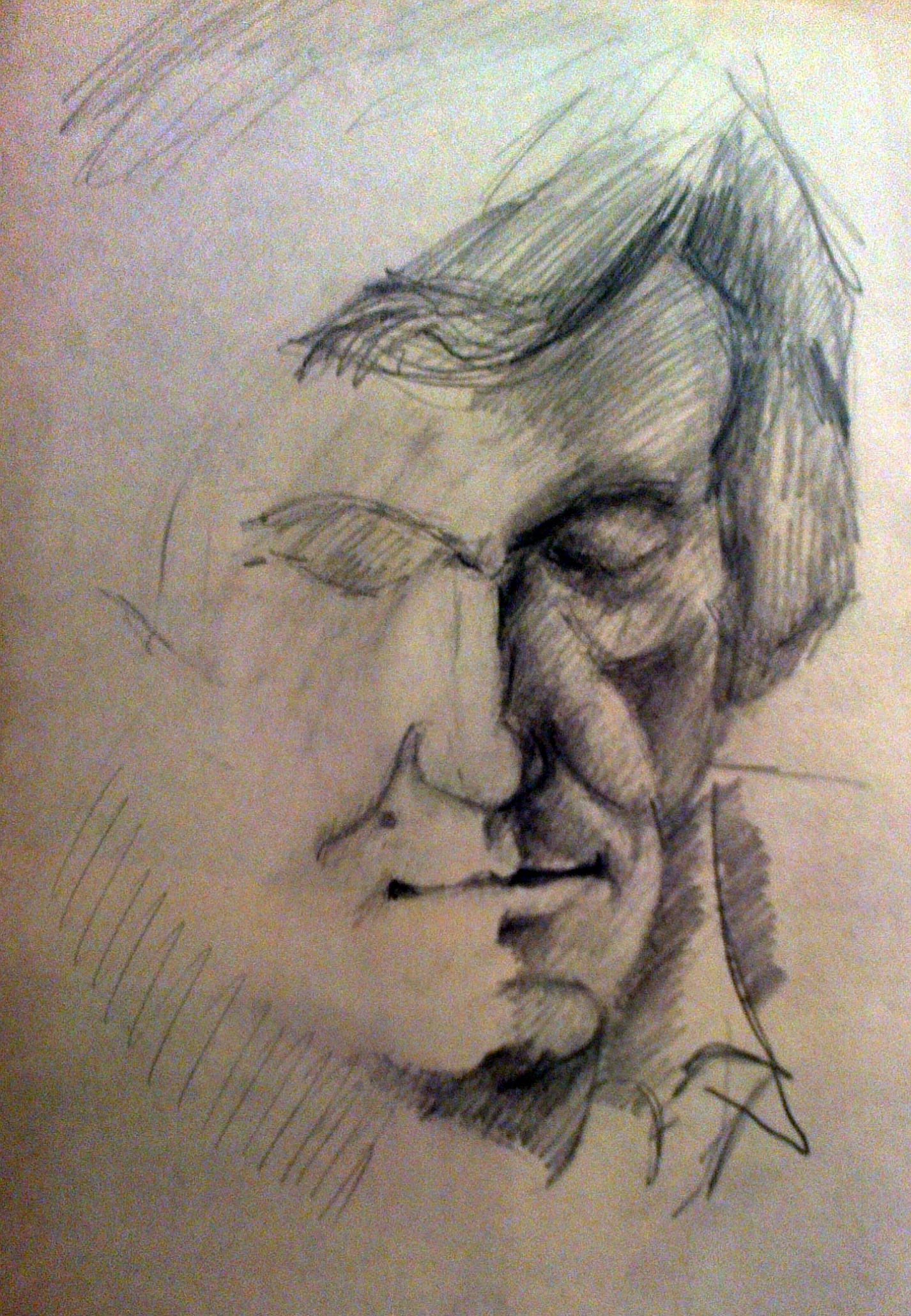
Valeriu Pantazi
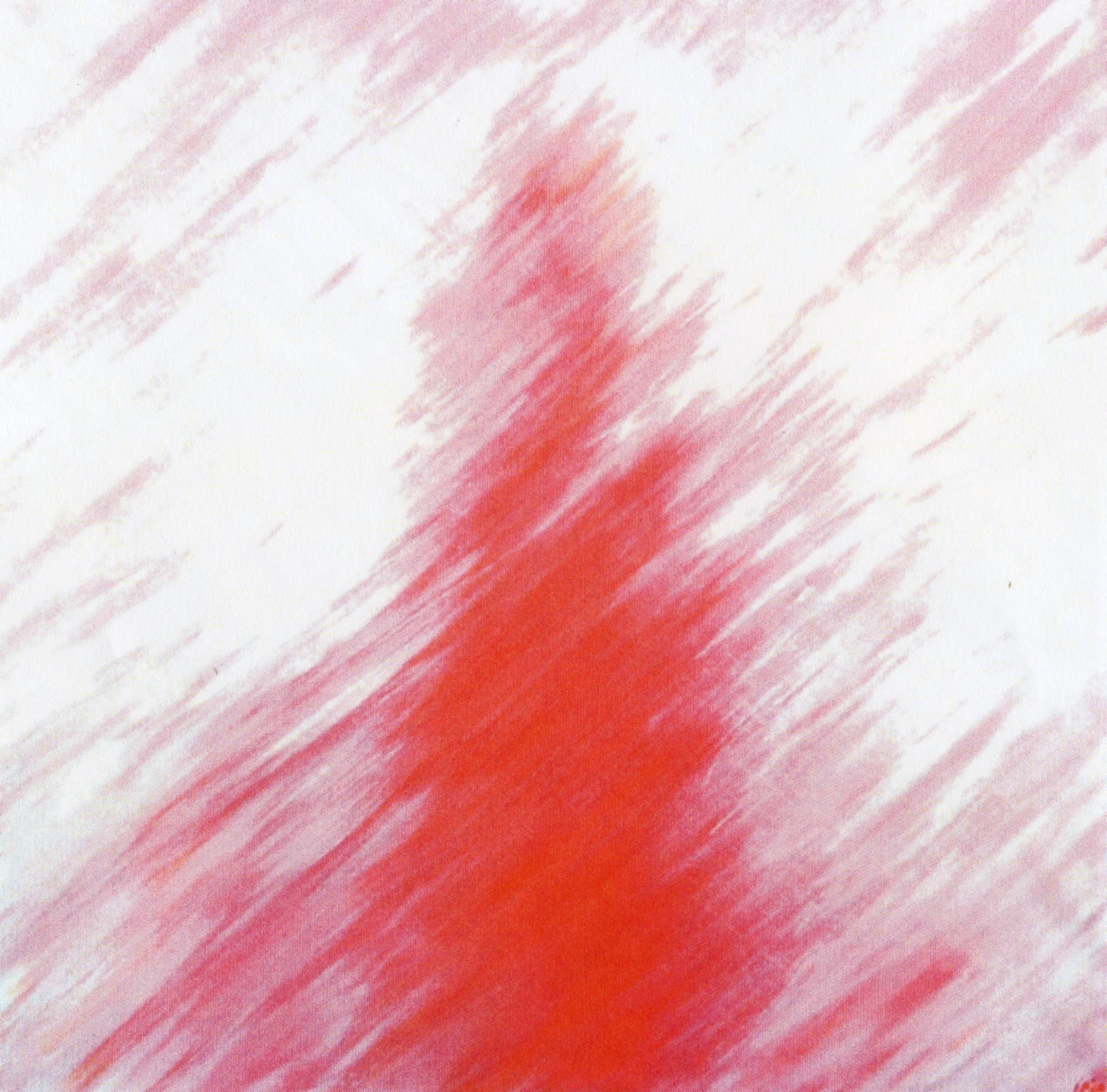
„Sărbătoare de Crăciun II”
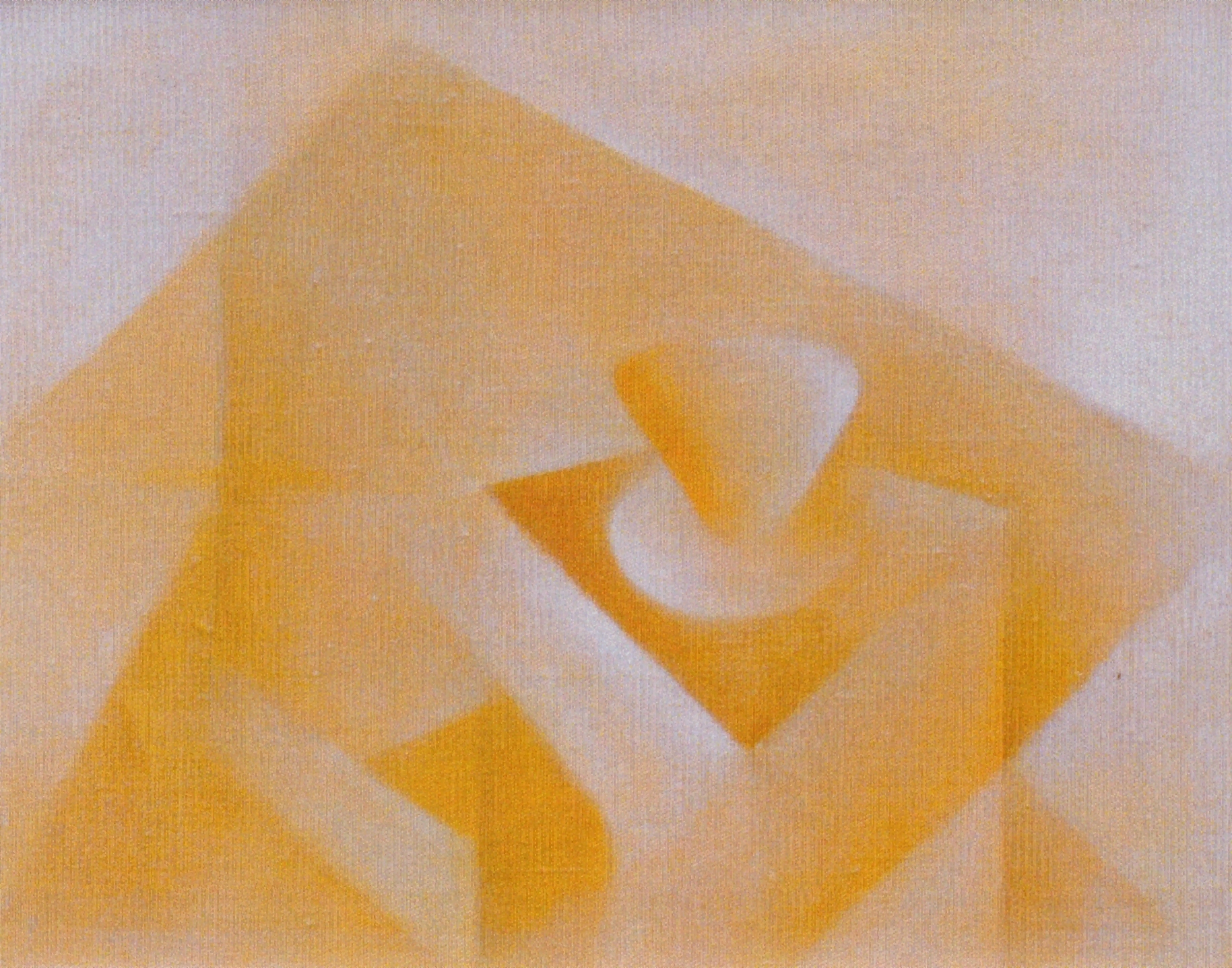
Natură statică I, 1976
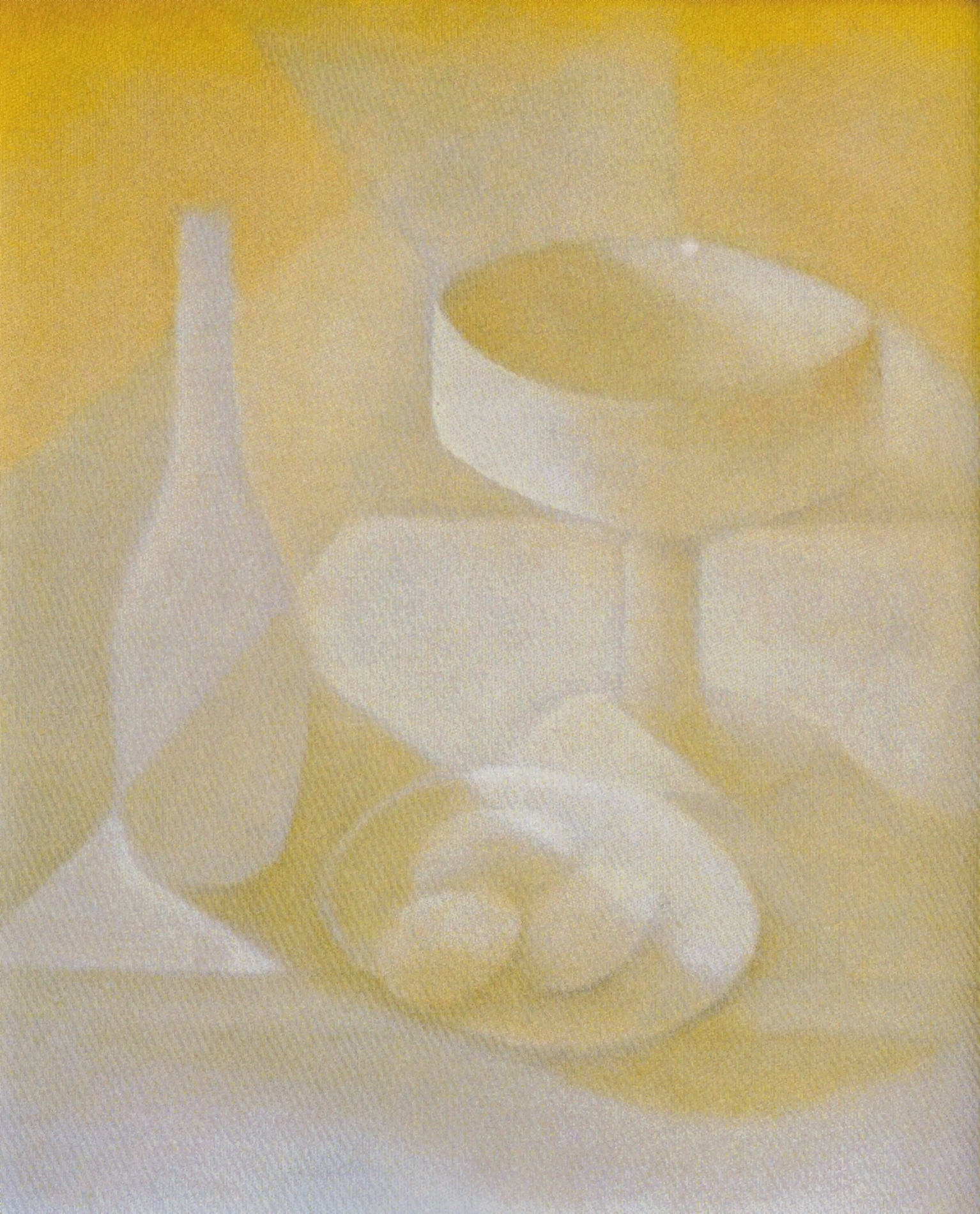
Natură statică II, 1976
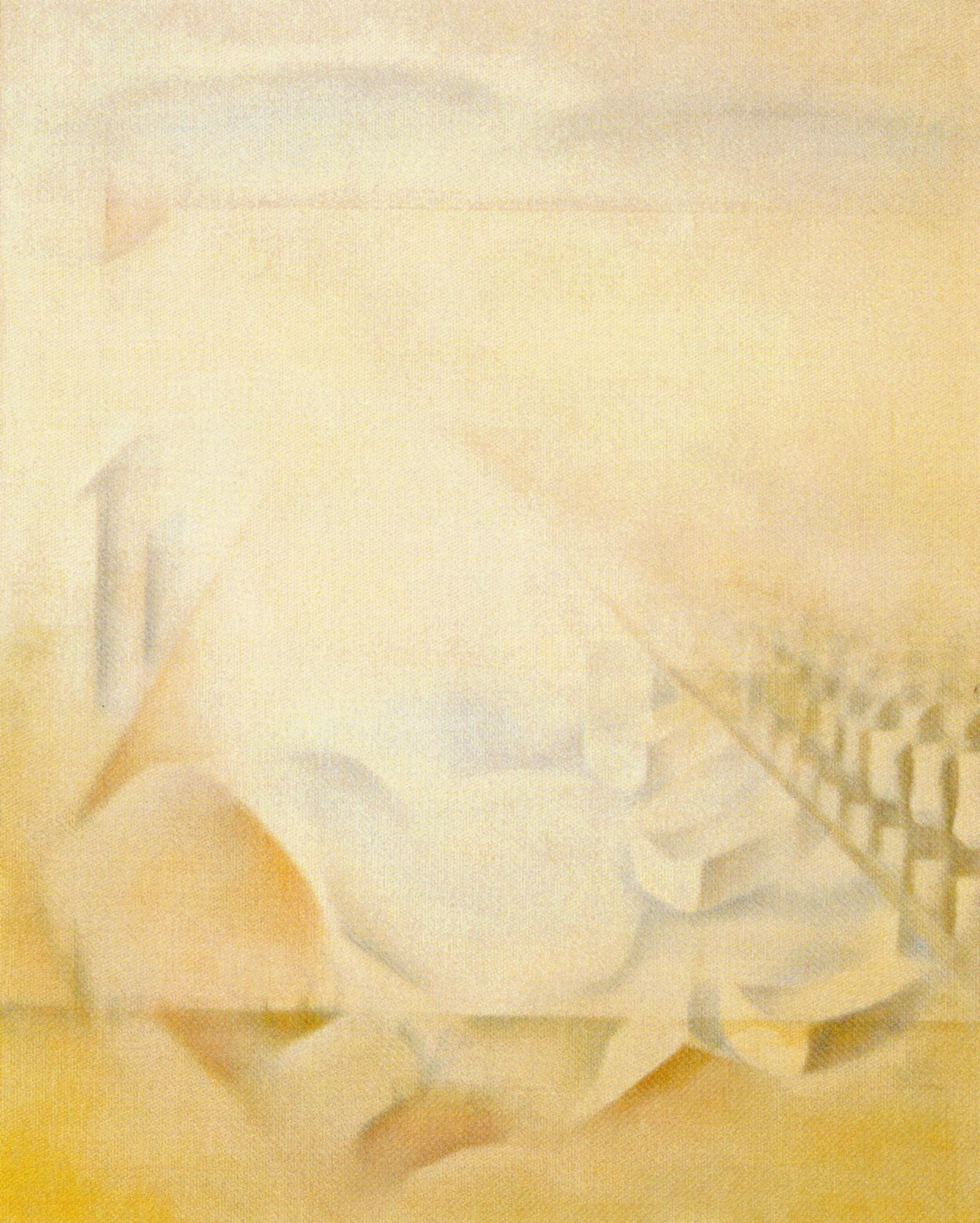
„Trecerea Dunării”, 1976
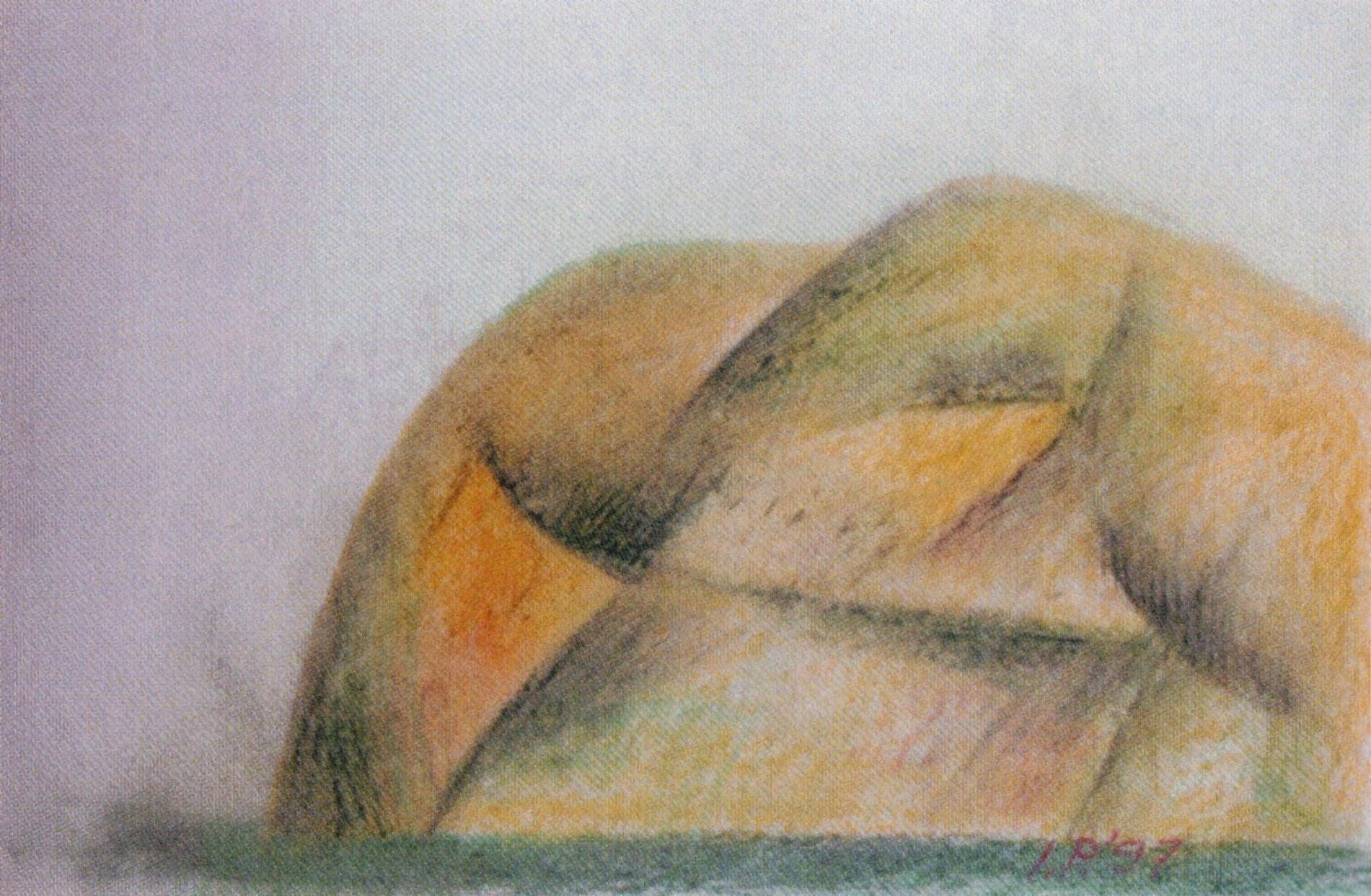
„Compoziție”
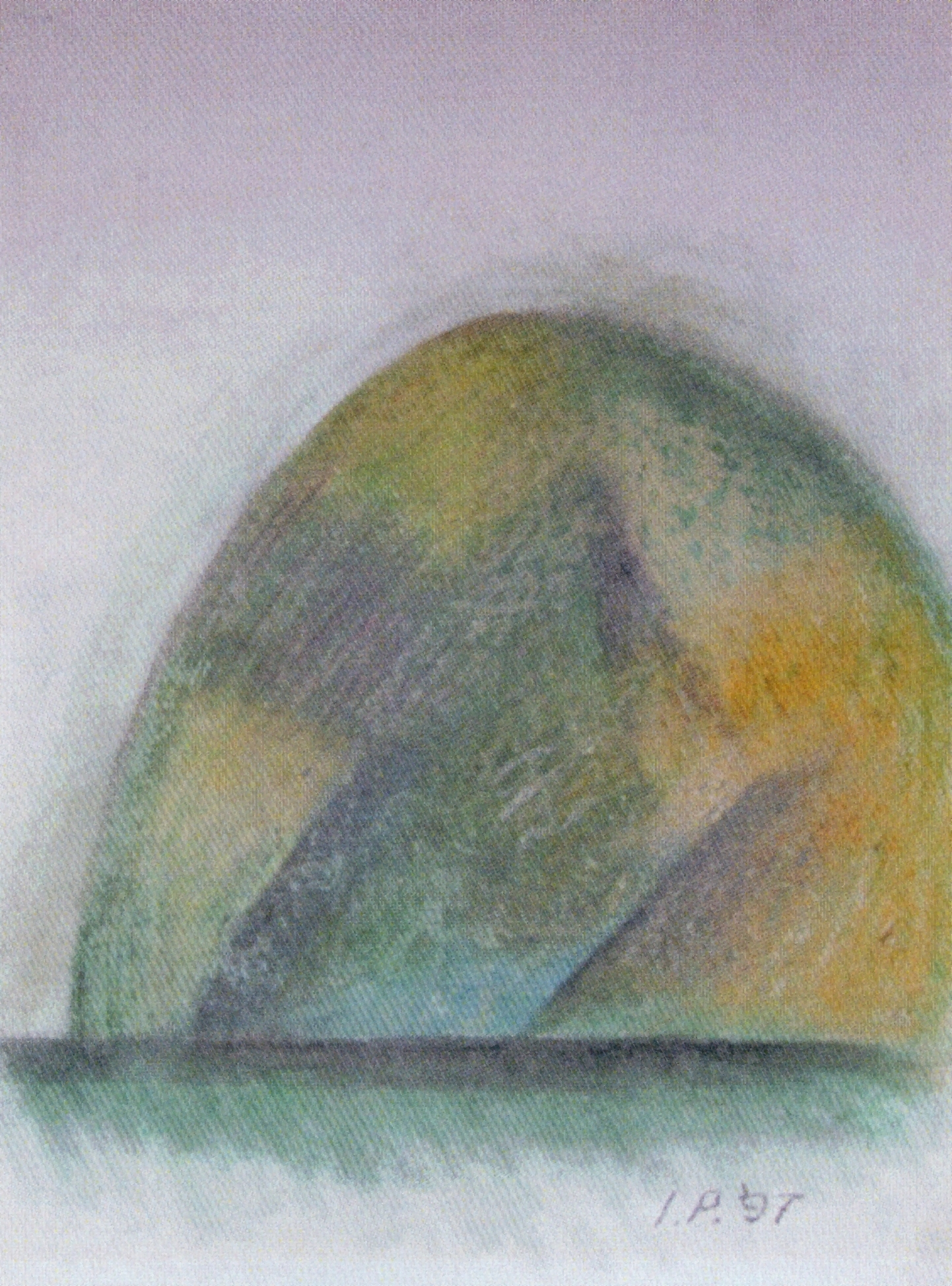
„Compoziție II”
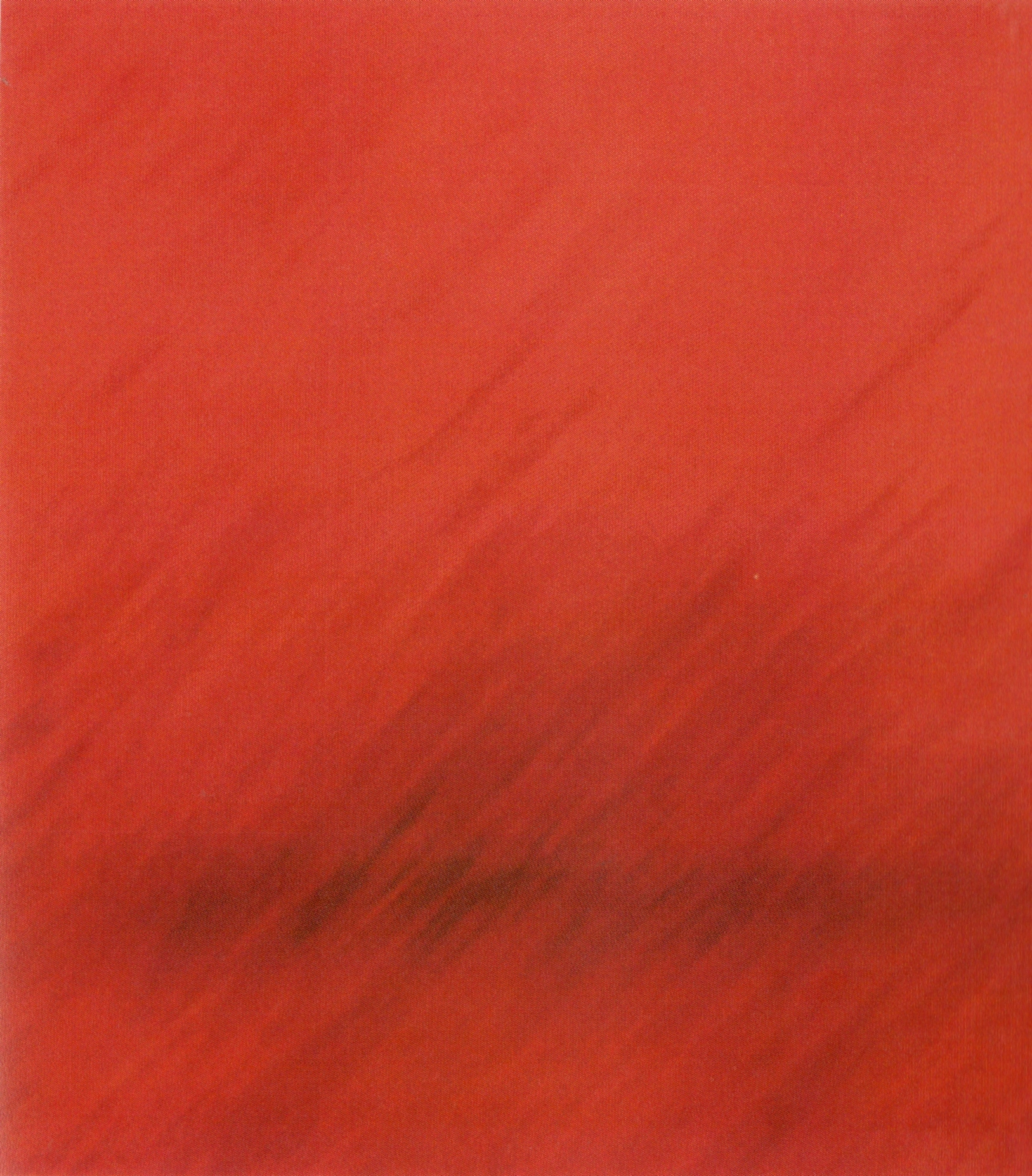
„Grădina Eden IV”
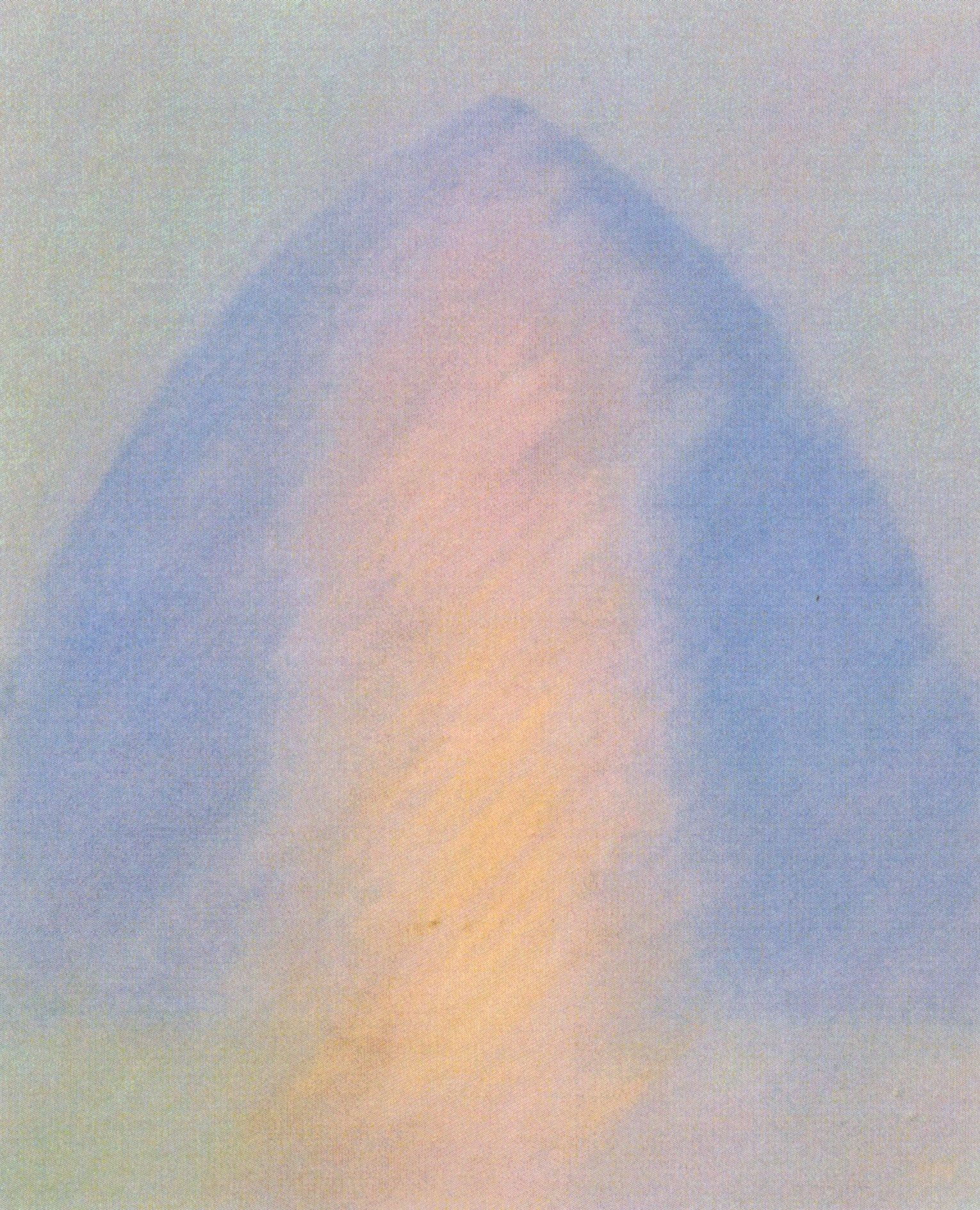
„Răsărit”
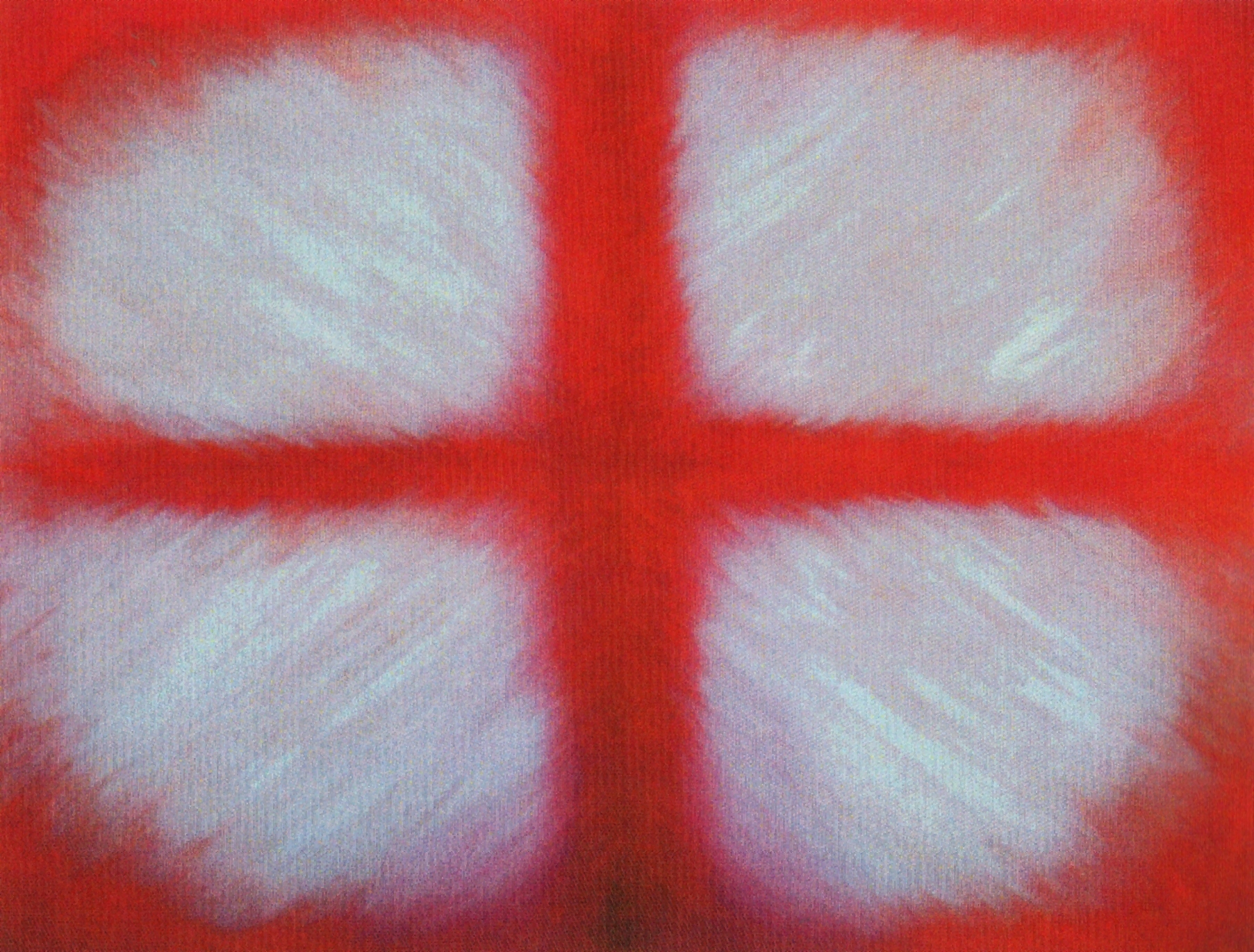
„Îngerul”
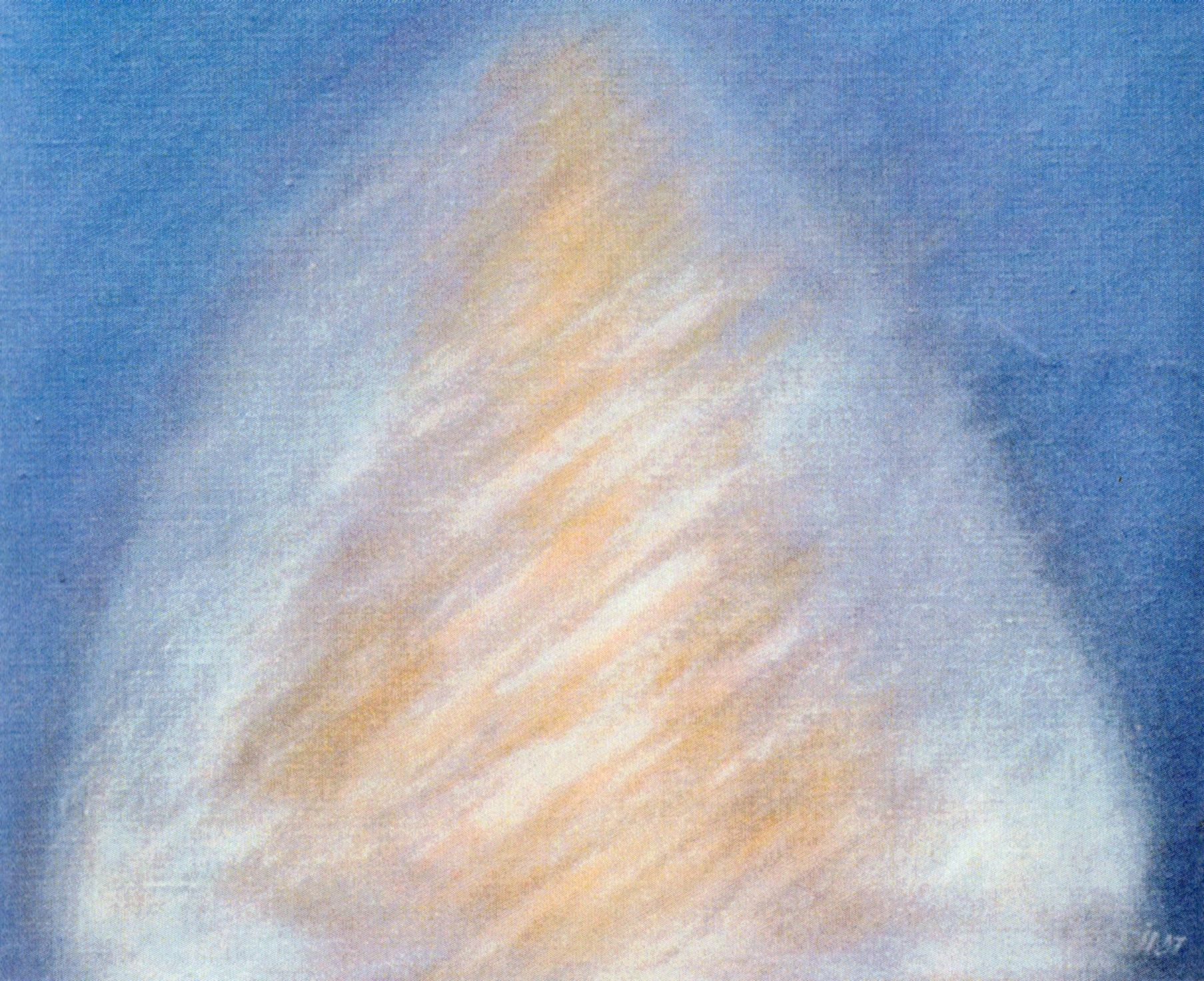
„Apus”
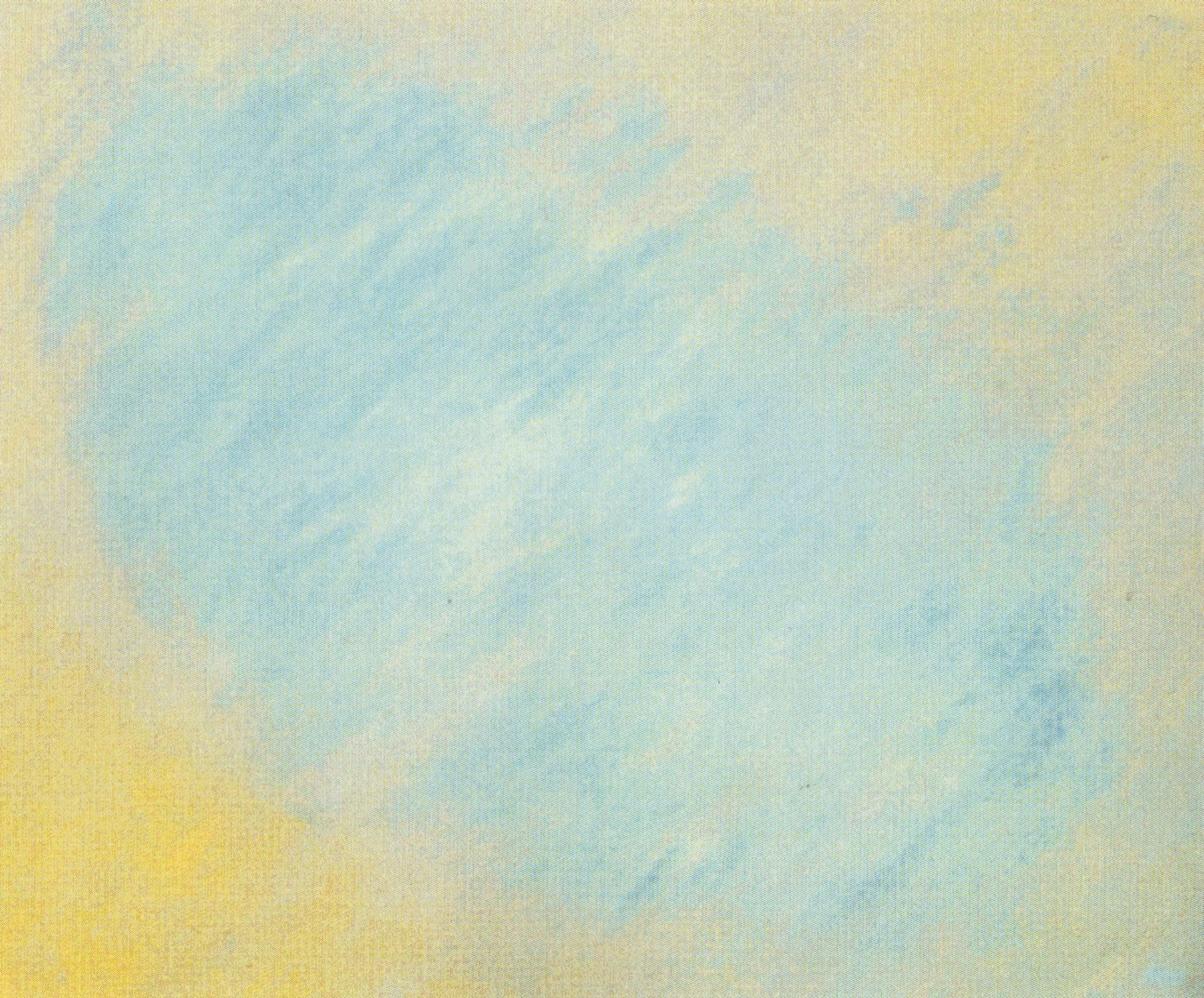
„Amiază”
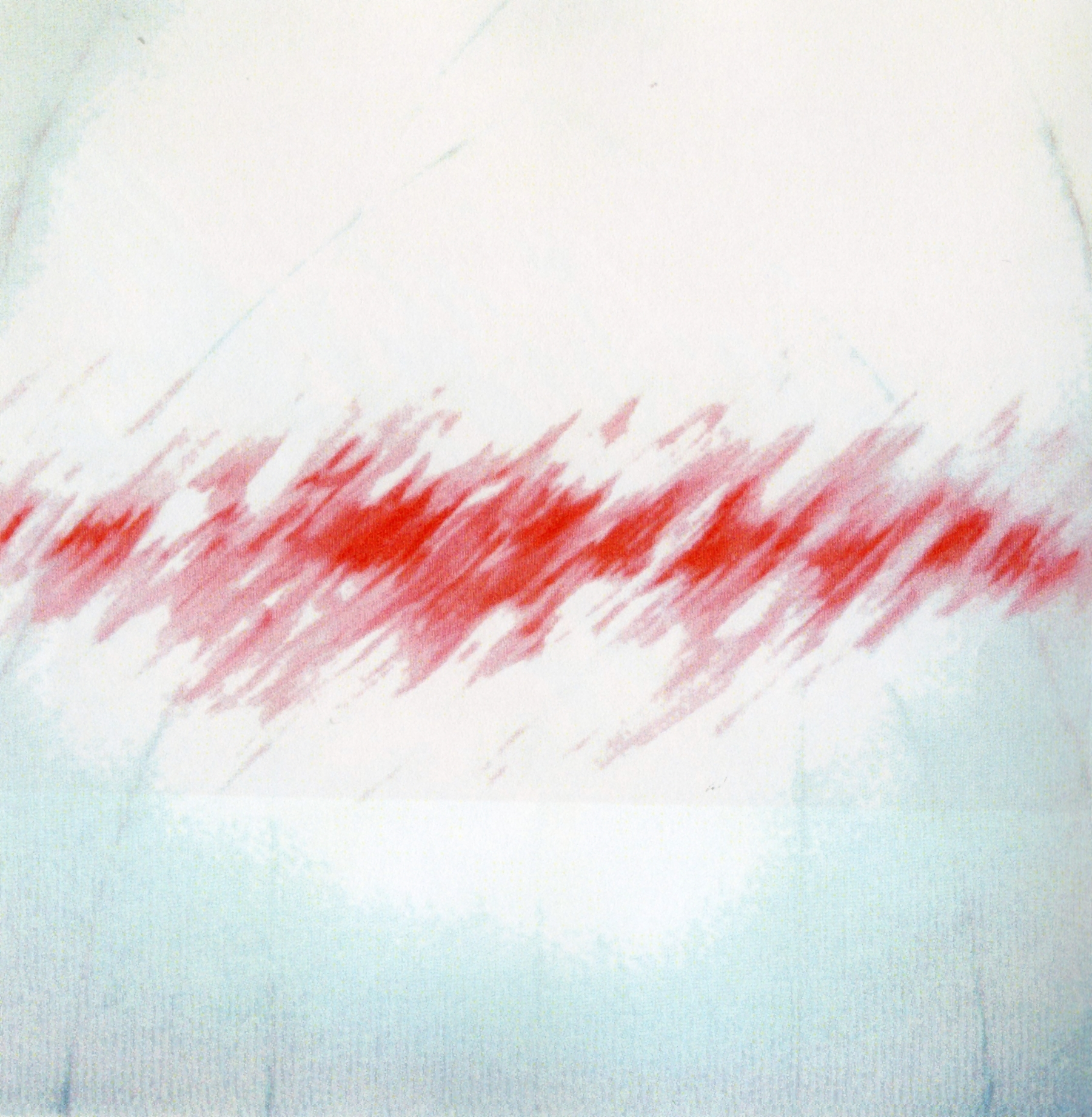
„Loc de rugăciune”
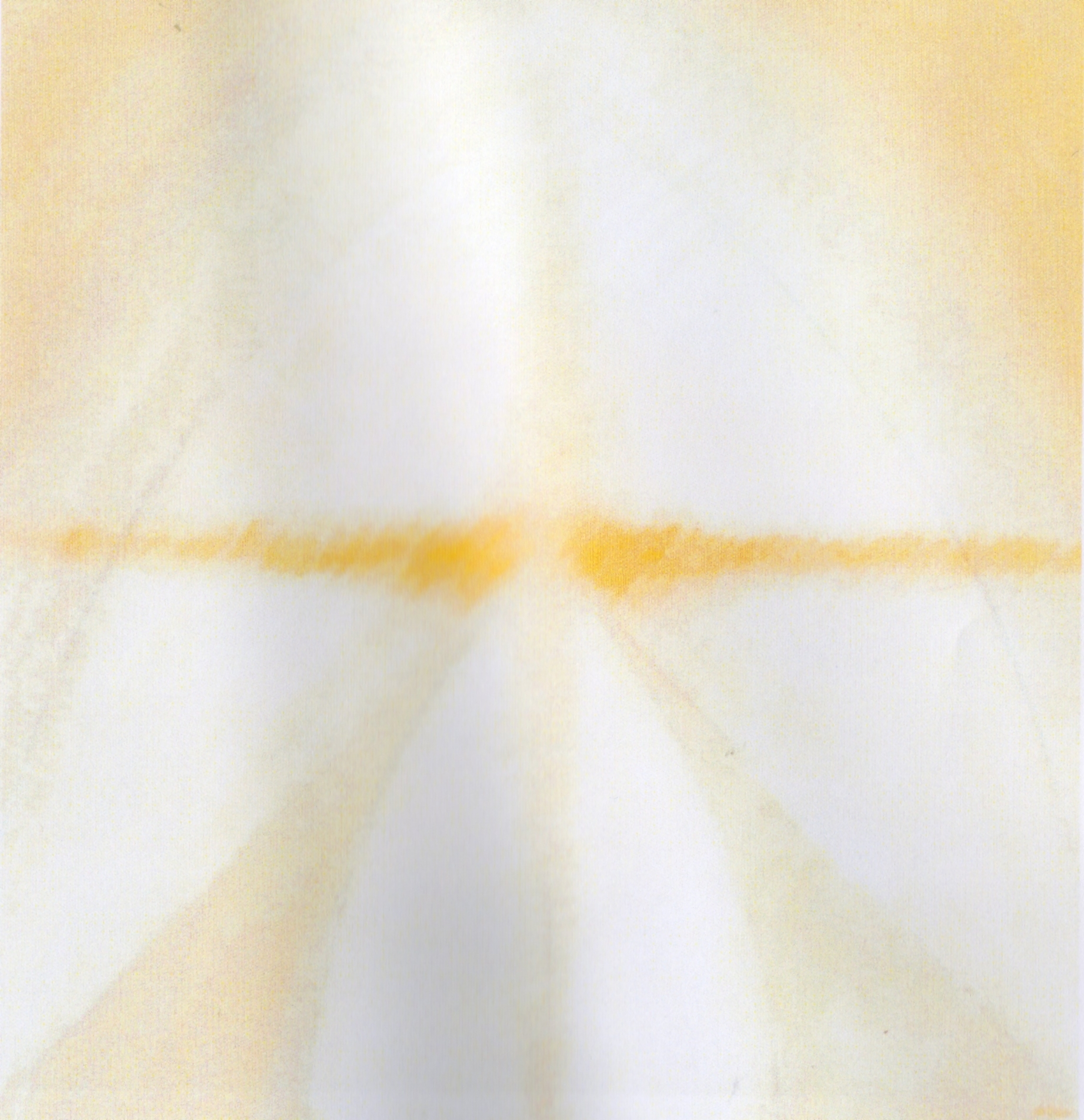
„Loc de rugăciune III”
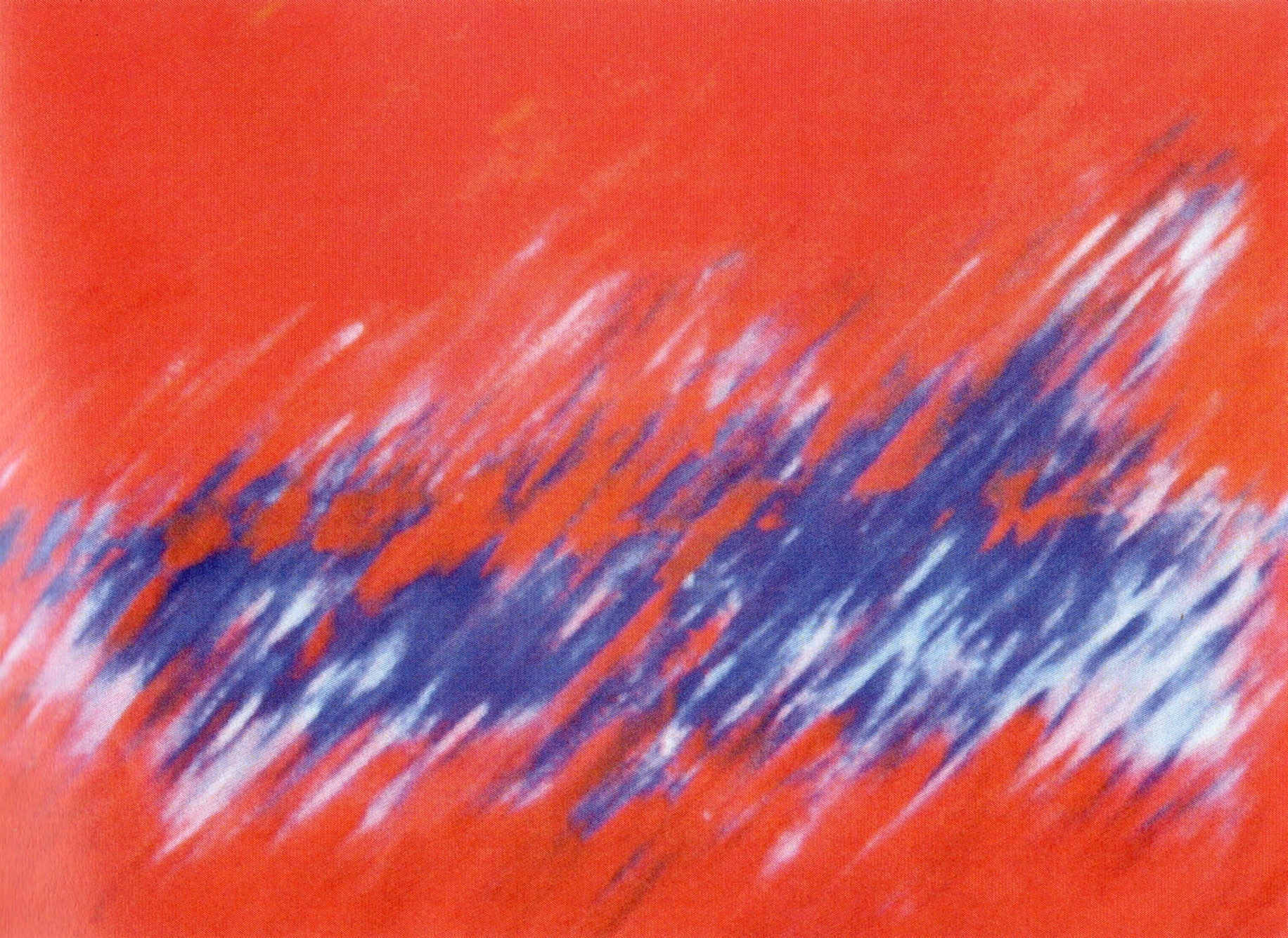
„Siaj”
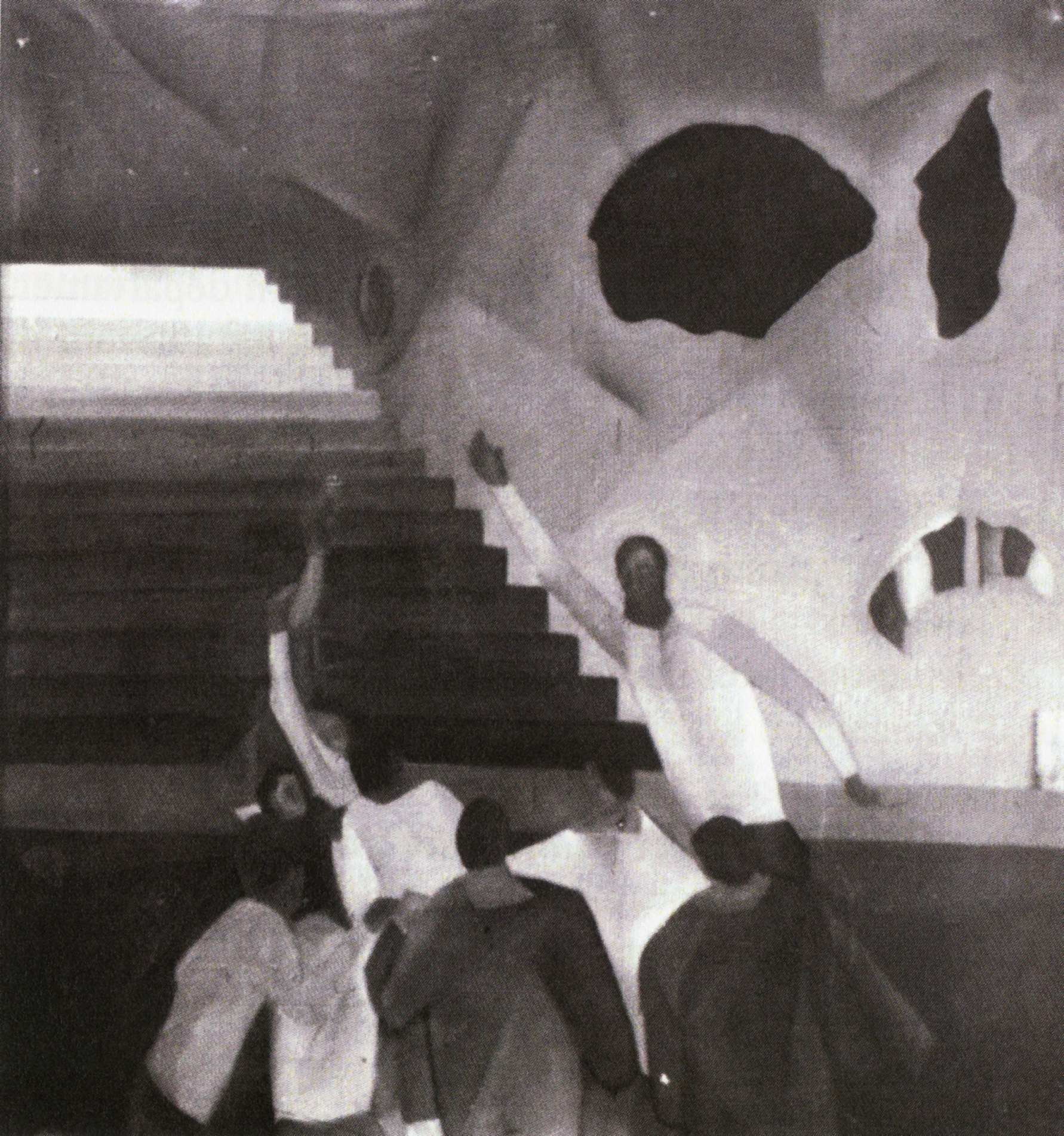
„Compoziţie”

- Expoziția „Mare, munte, stare” de la Căminul Artei din București (2022)

"Expoziția
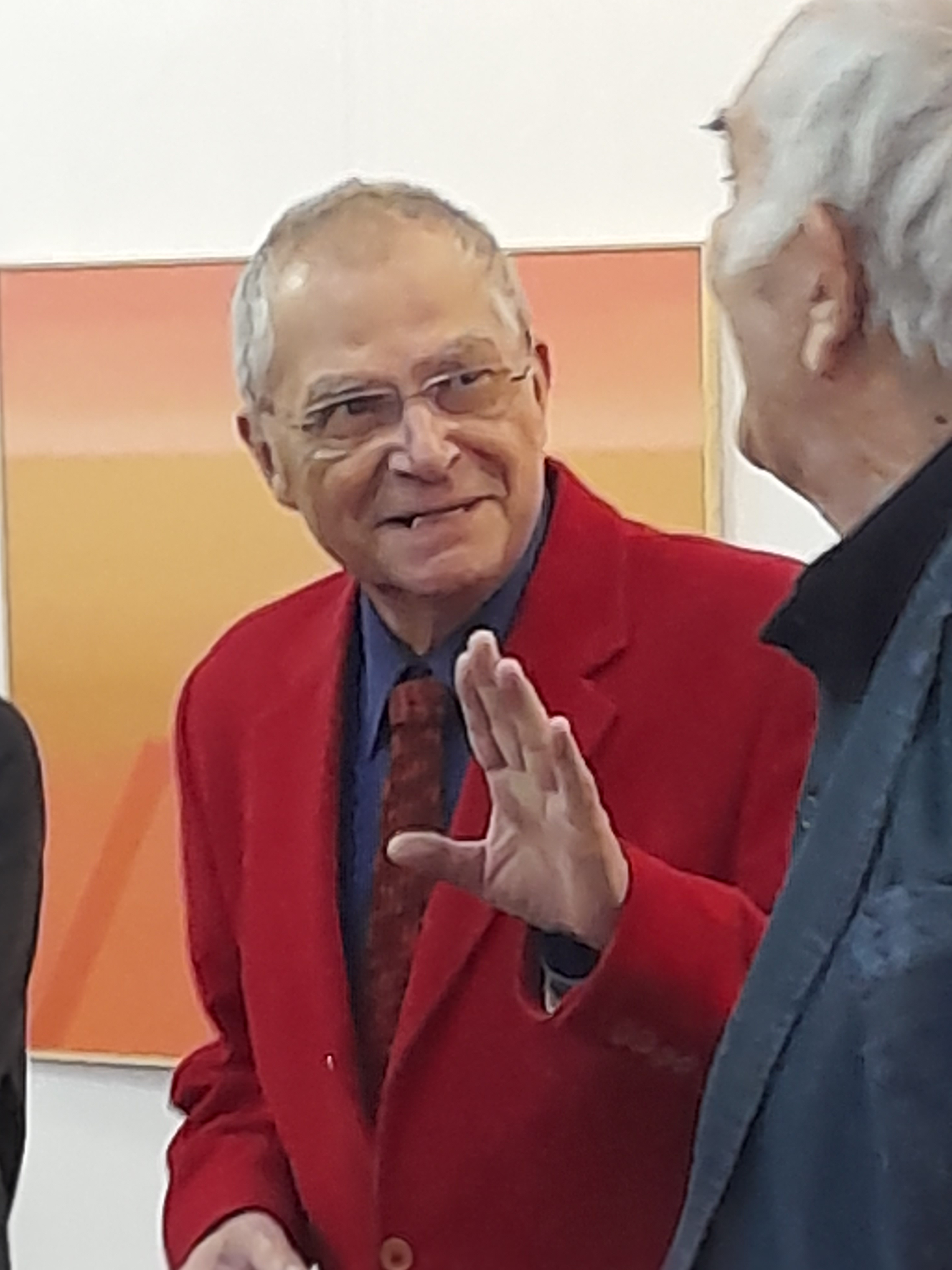
Adrian Mihalache si Ion Pantilie
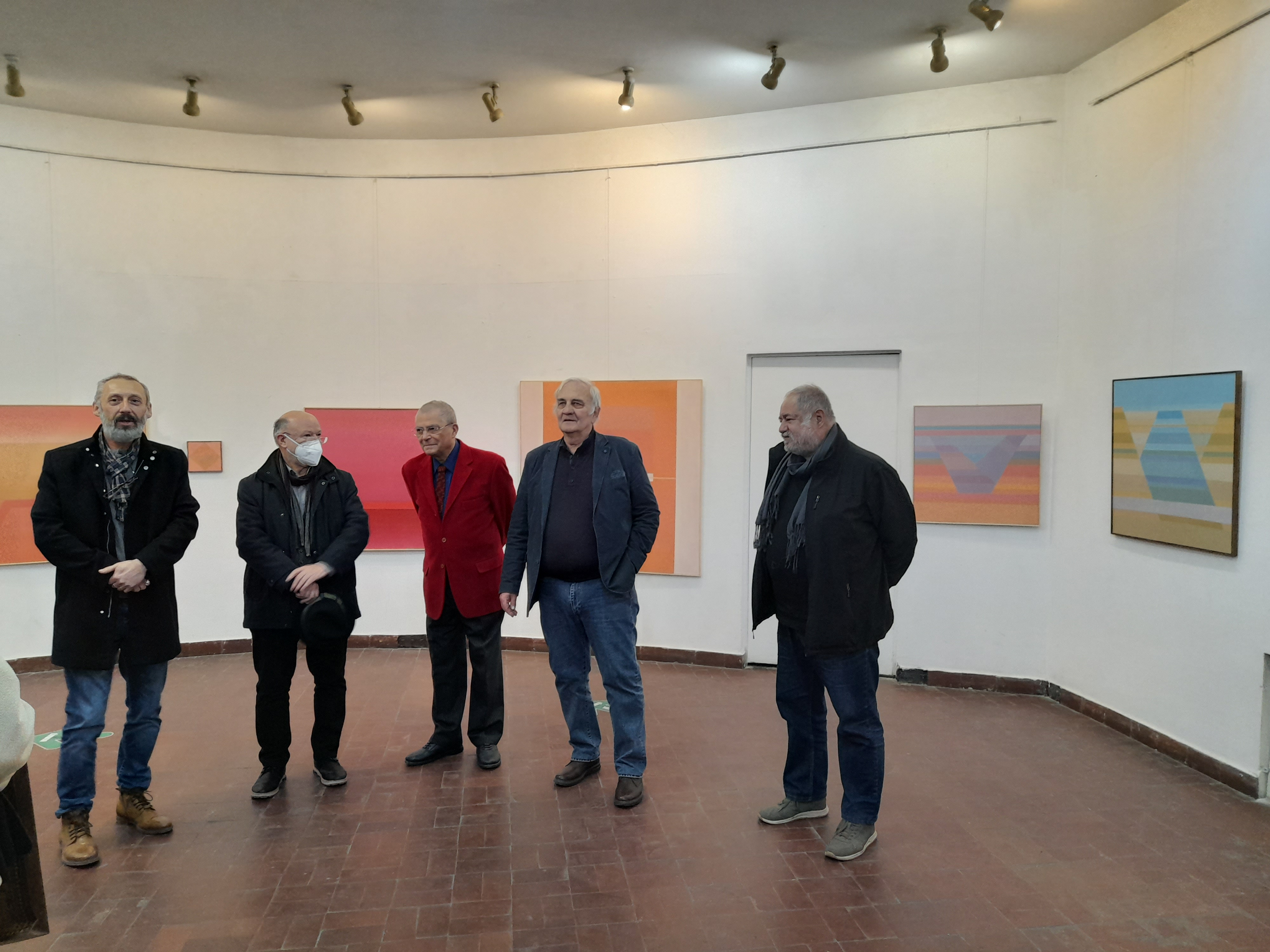
Marius Barb Barbone, Petru Lucaci, Adrian Mihalache, Ion Pantilie, Gheorghe Dican
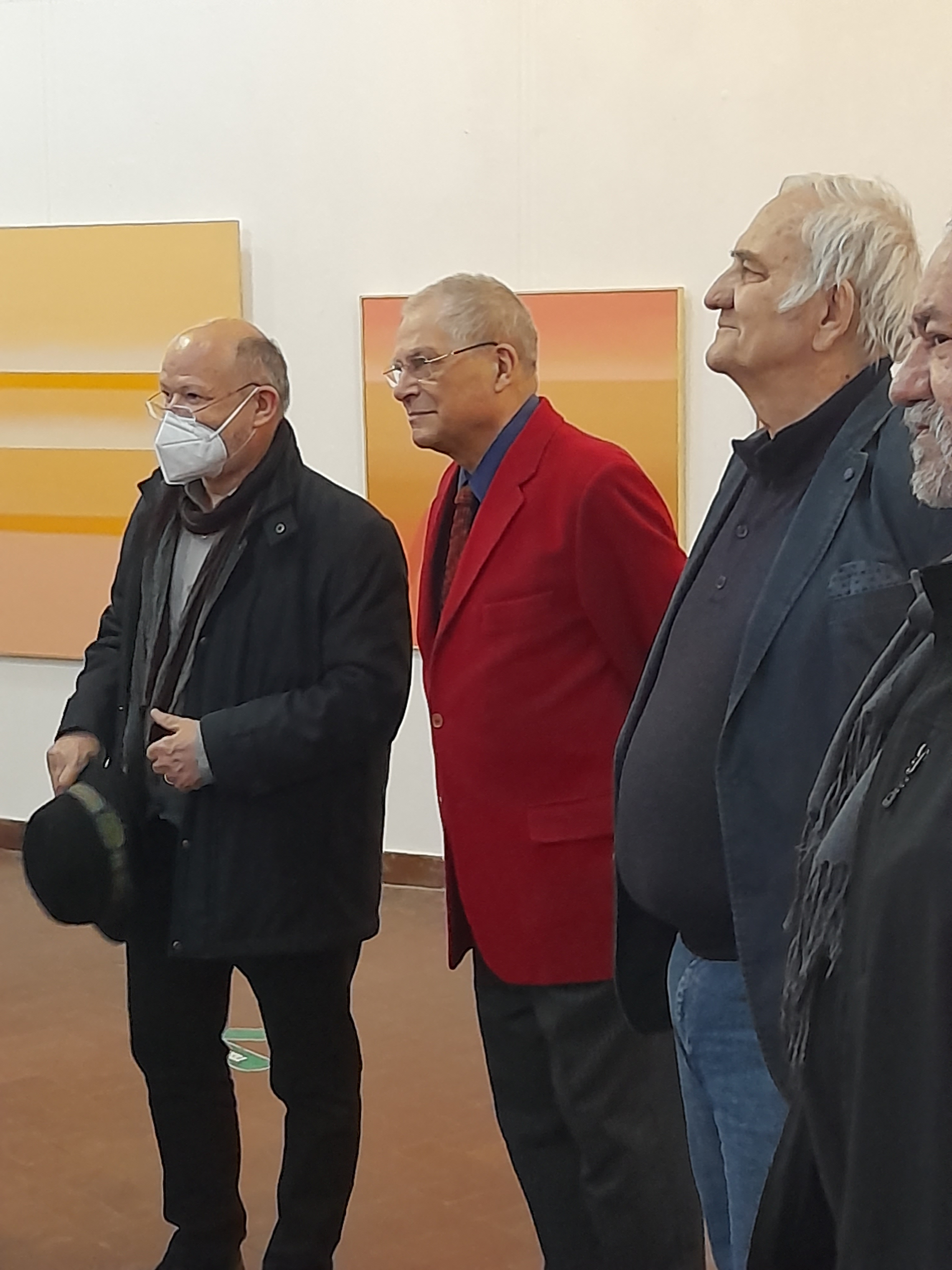

- Expoziția aniversară Ion Pantilie - 80 „Pictură” de la Galeria Simeza din București (2025)

## Premii
- 1981 - 1983 - Premiul Revistei „Argeș”
- 1986 - Premiul orașului Bydgoszcz, Polonia
- 1997 - Premiul municiului Pitești
- 2001 - 2002 - Premii de excelență - Argeș
- 2005 - Cetățean de onoare al Municipiului Pitești
- 2008 - Premiul pentru artă plastică - Direcția pentru cultură Argeș
- 2021 - Premiul pentru pictură al revistei Cafeneaua literară din Pitești;[27][28]
- 2025 - cu ocazia vernisajului expoziției de la Galeria Simeza din București din 17 martie 2025, UAP prin intermediul lui Petru Lucaci i-a acordat pictorului Ion Pantilie diploma de excelență pentru întreaga activitate desfășurată pe tărâmul artelor.[29]

Lucrări realizate de către Ion Pantilie se regăsesc în colecții particulare și de stat după cum urmează:
- Colecții particulare și de stat din țară în Pitești, București, Sibiu, Cluj, Brașov
- Colecții particulare de peste hotare: Canada, Anglia, Franța, SUA, Germania, Polonia, Grecia, Italia, Spania, Olanda, etc.